# Kúpcsigafajok listája

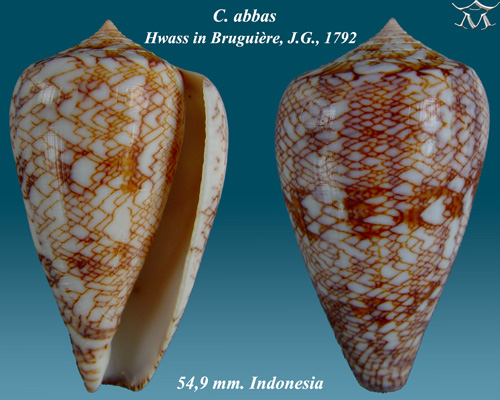
Conus abbas

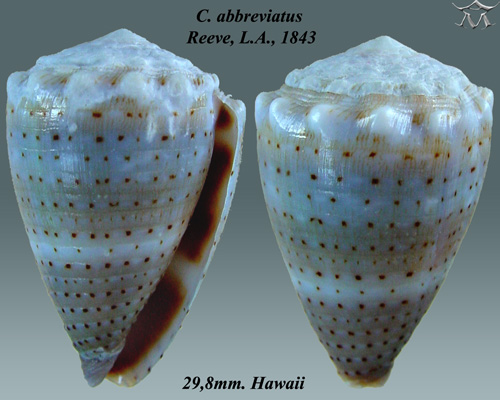
Conus abbreviatus

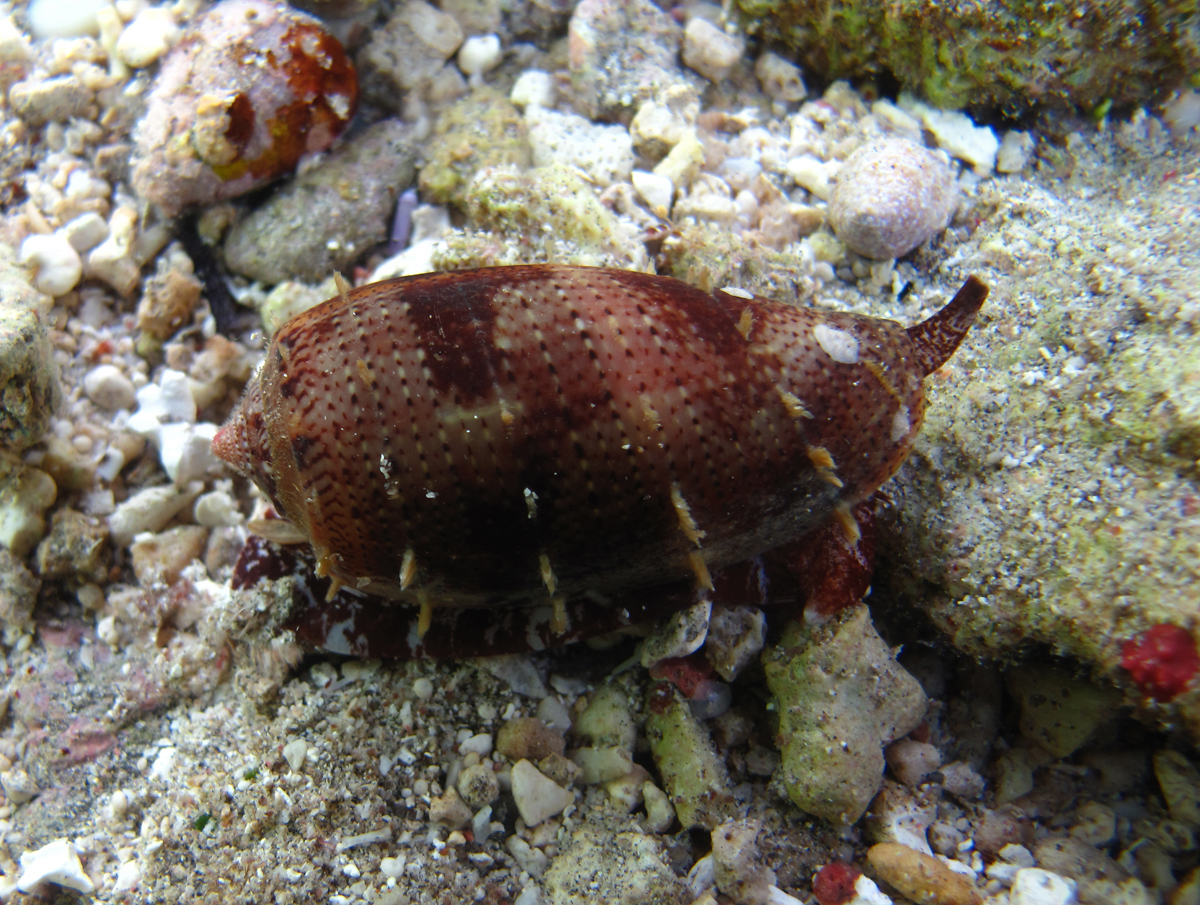
Conus achatinus

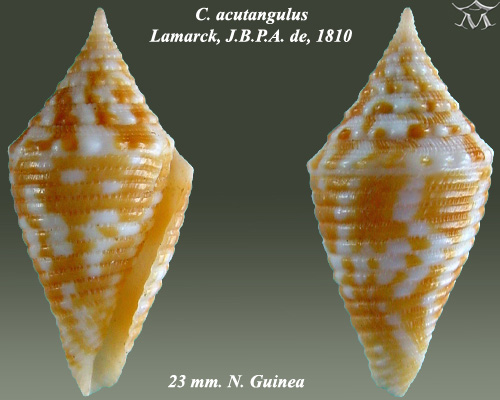
Conus acutangulus

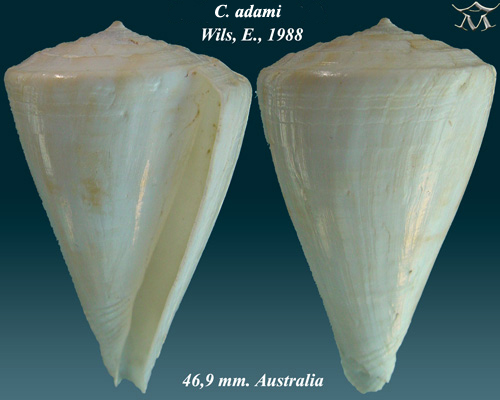
Conus adami

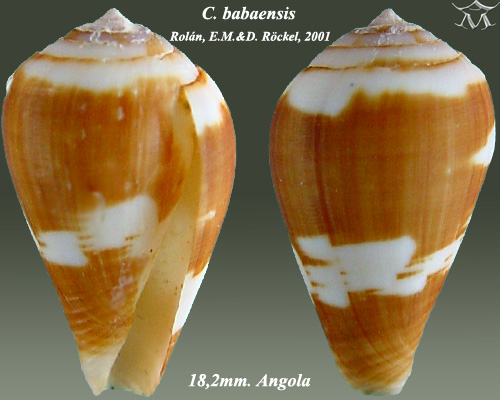
Conus babaensis

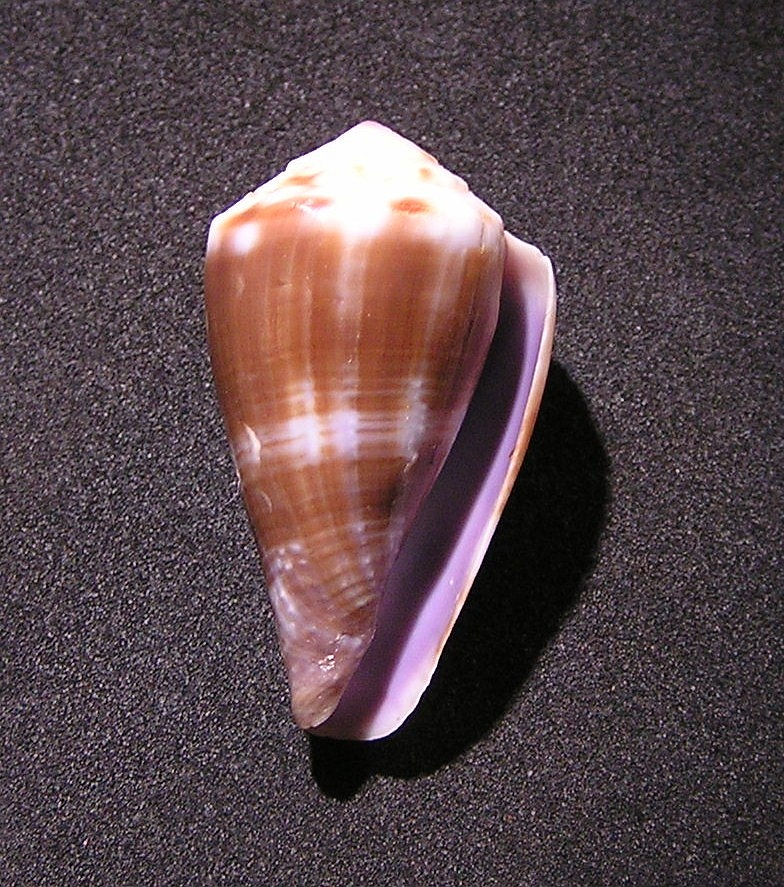
Conus balteatu

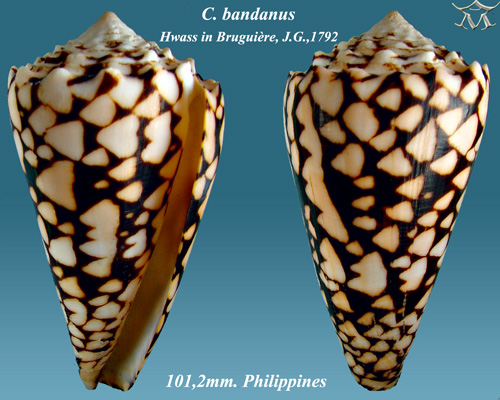
Conus bandanus

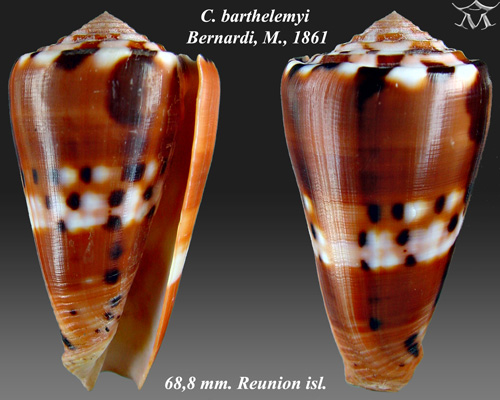
Conus barthelemyi

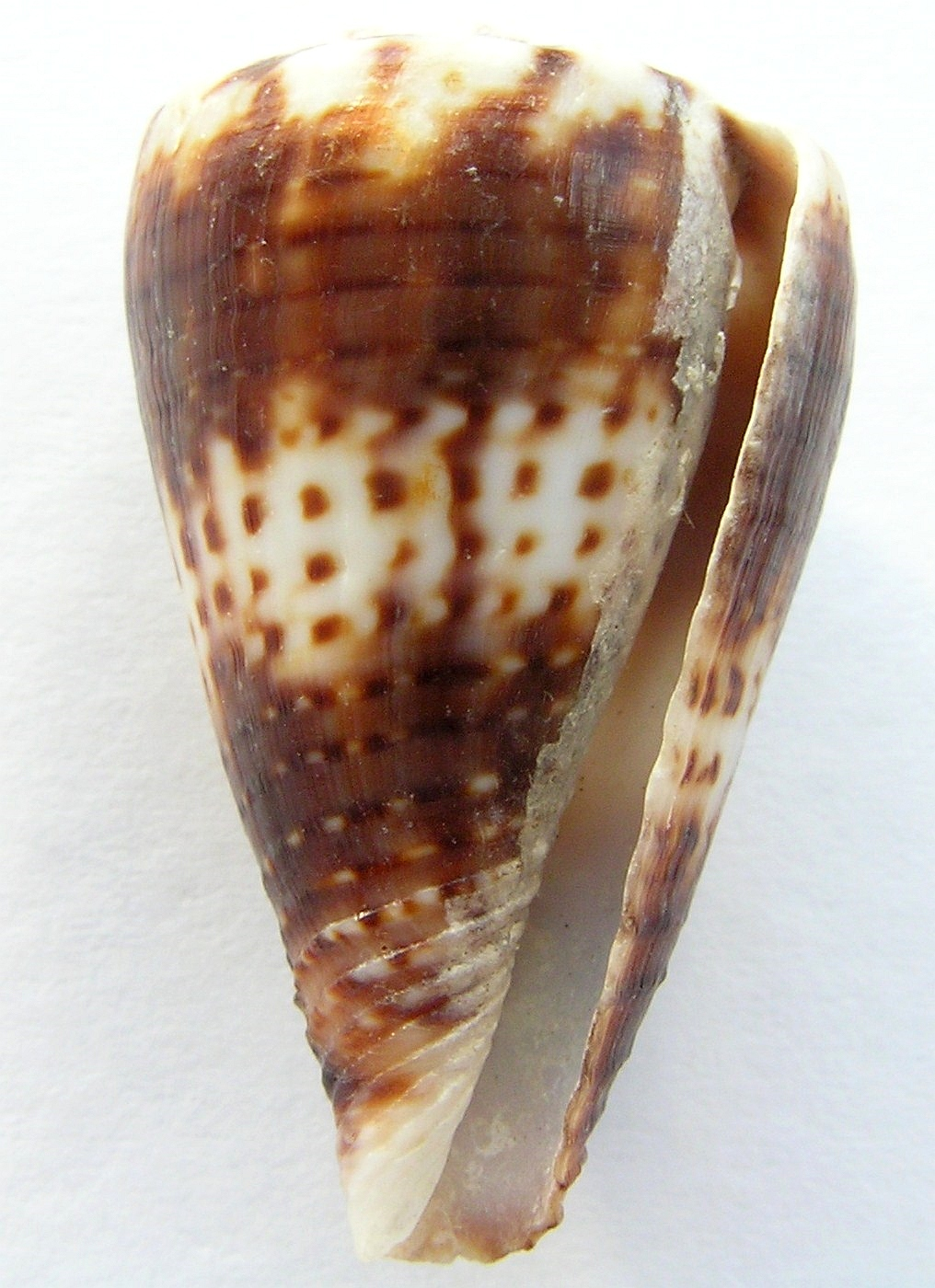
Conus boeticus

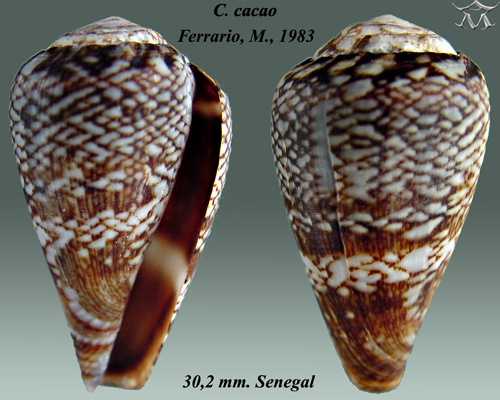
Conus cacao

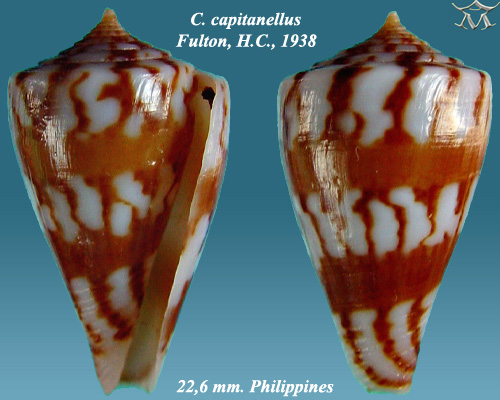
Conus capitanellus

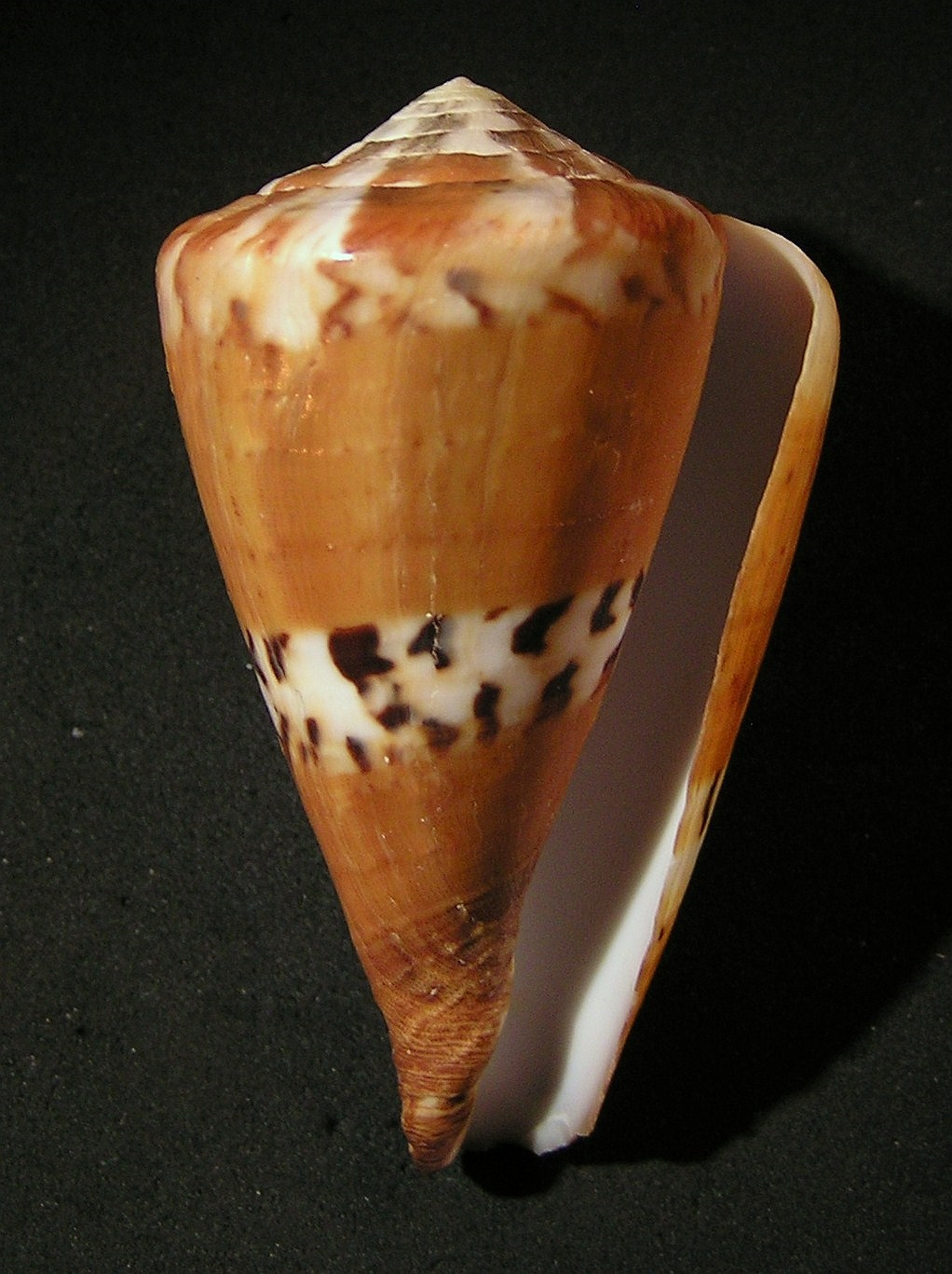
Conus capitaneus

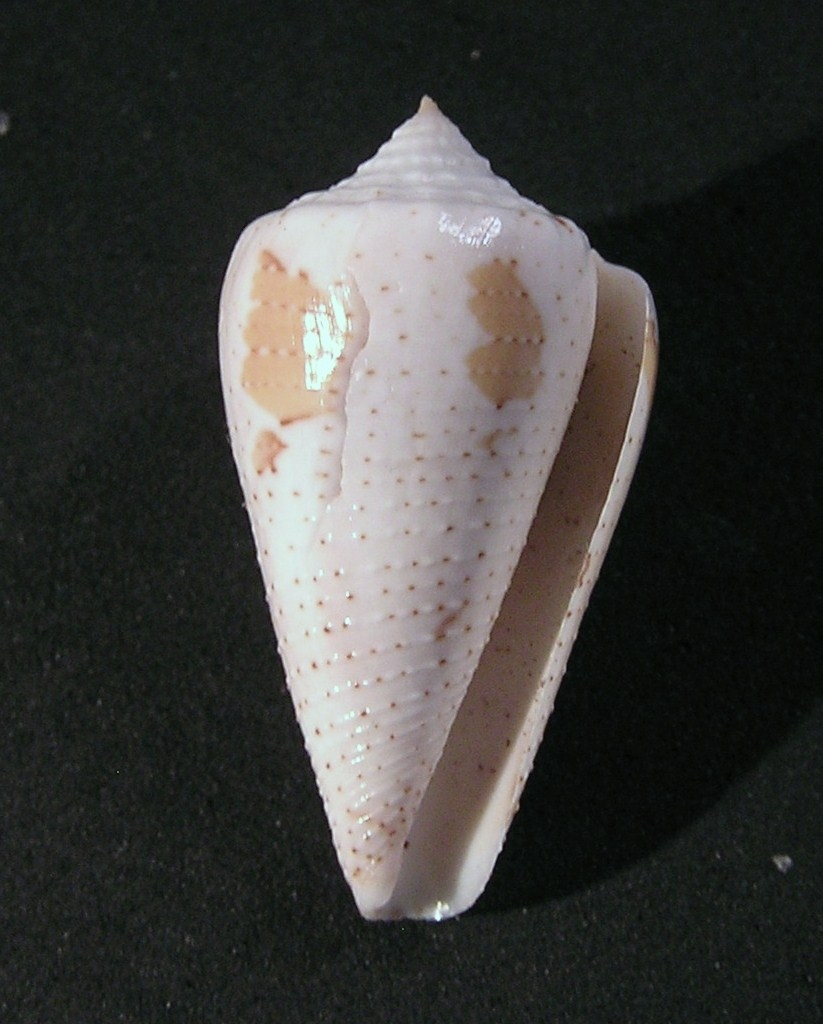
Conus cedonulli

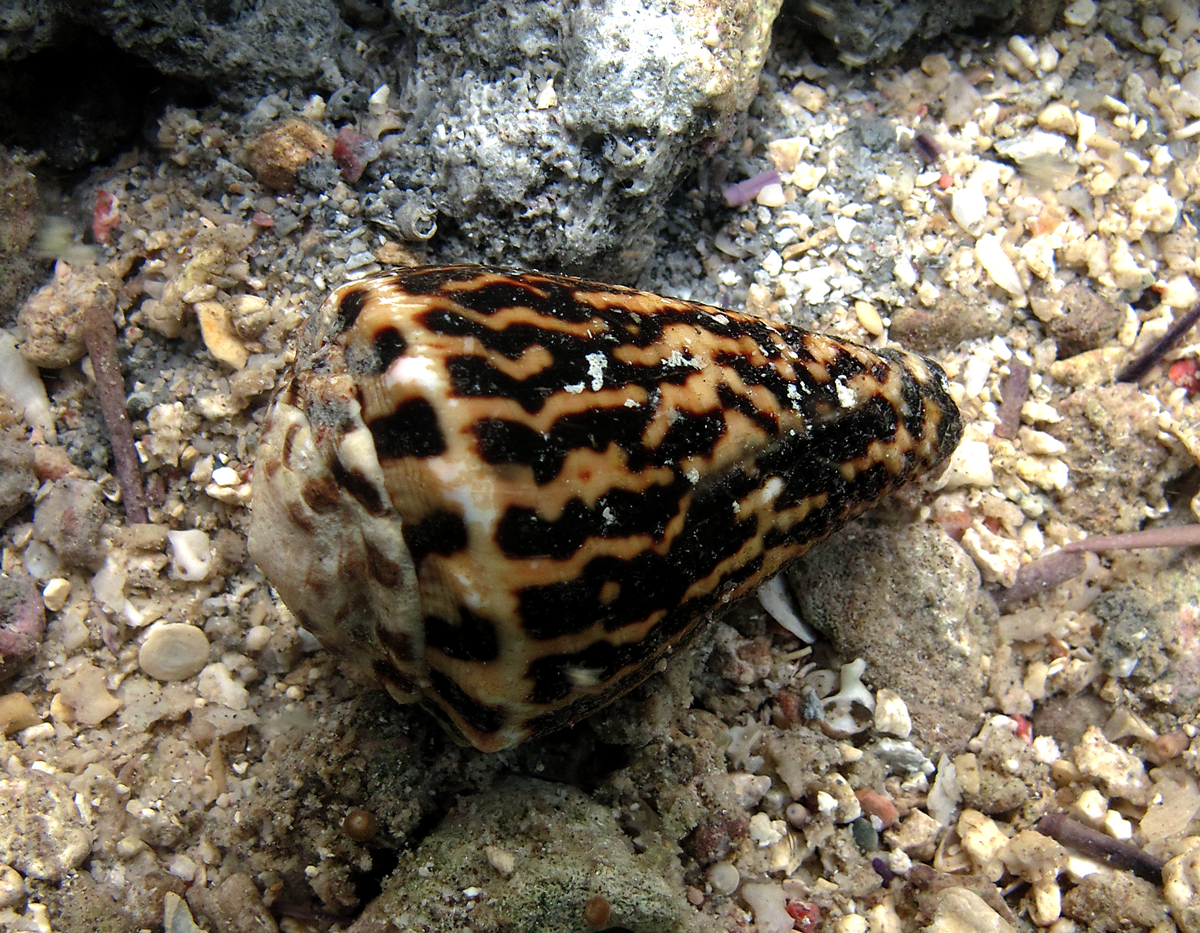
Conus chaldaeus

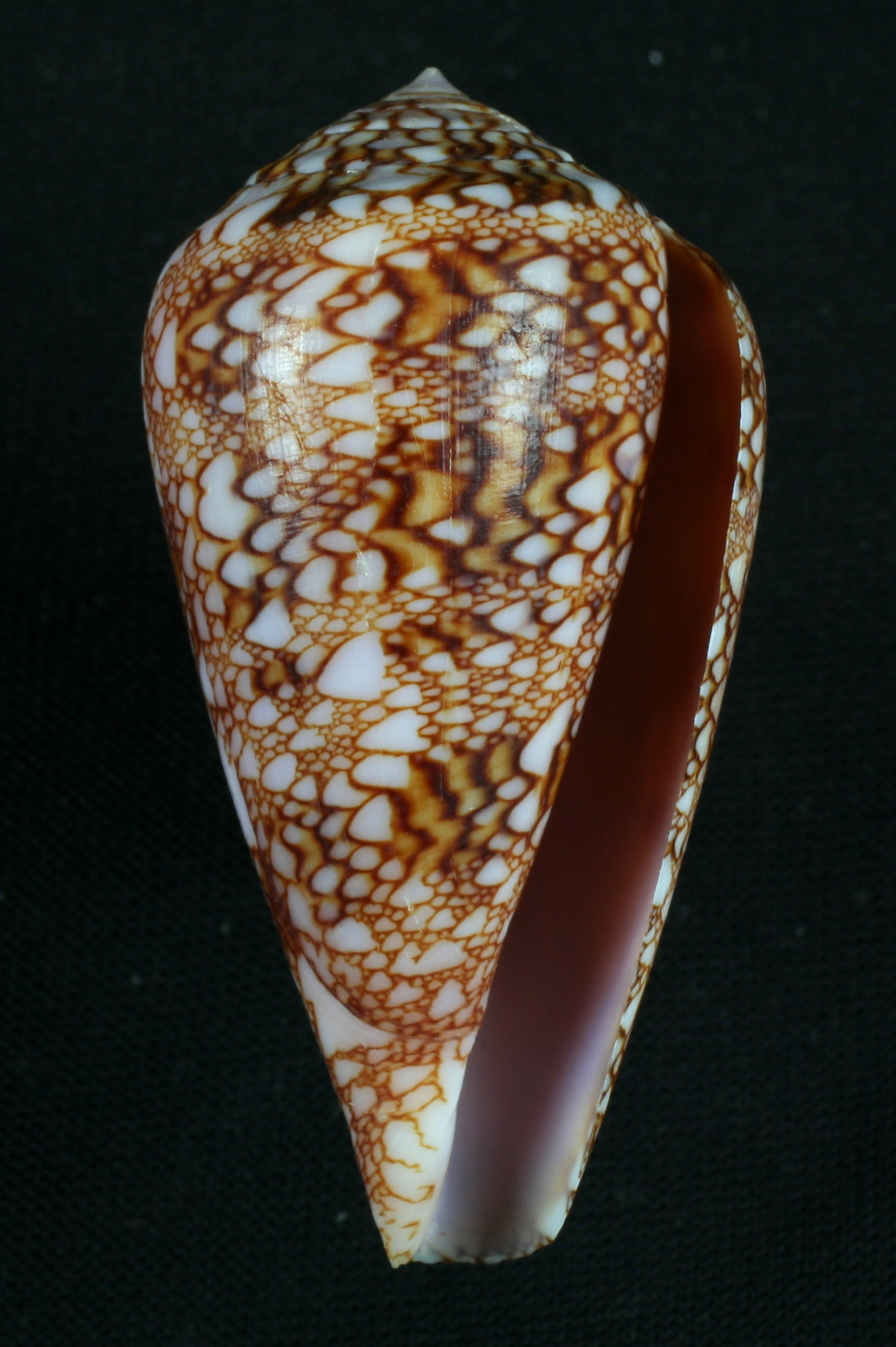
Conus dalli

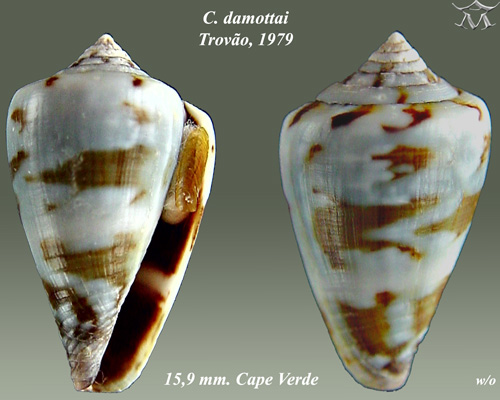
Conus damottai

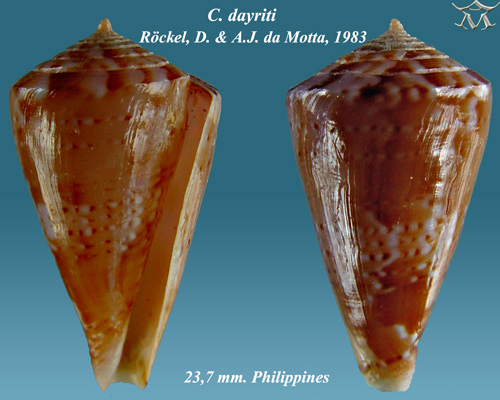
Conus dayriti

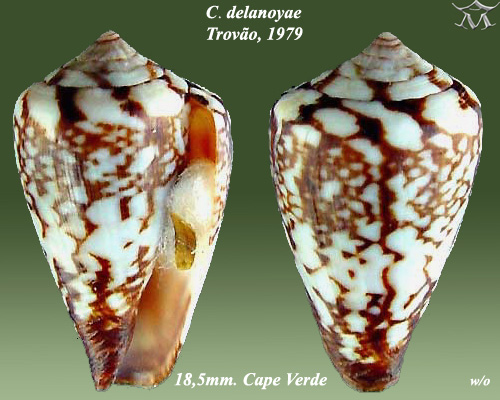
Conus delanoyae

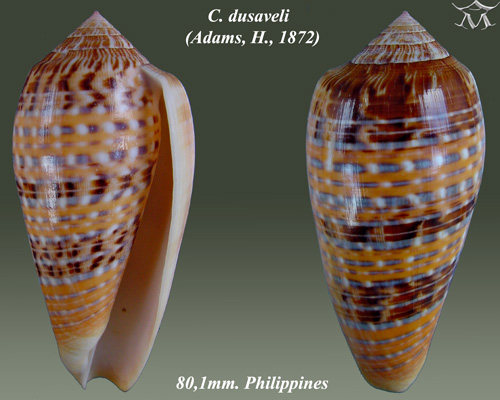
Conus dusaveli

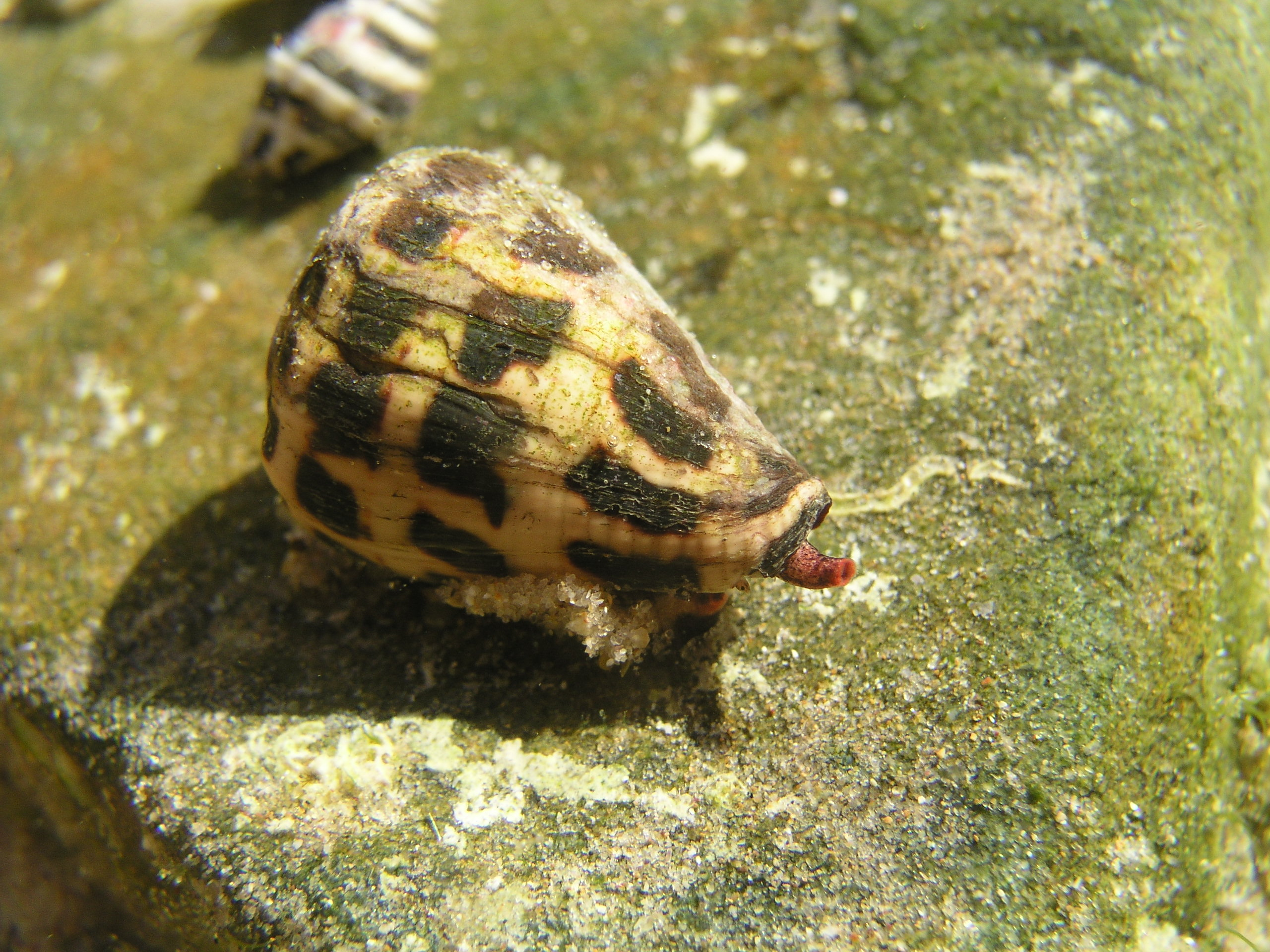
Conus ebraeus

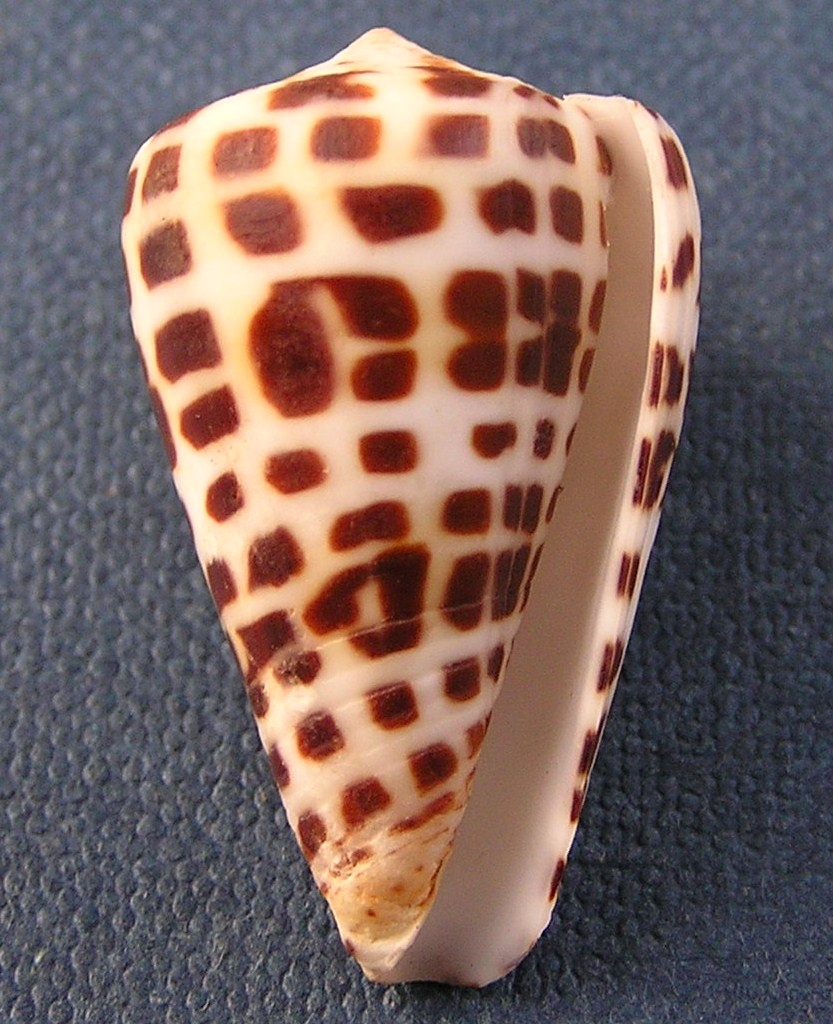
Conus eburneus

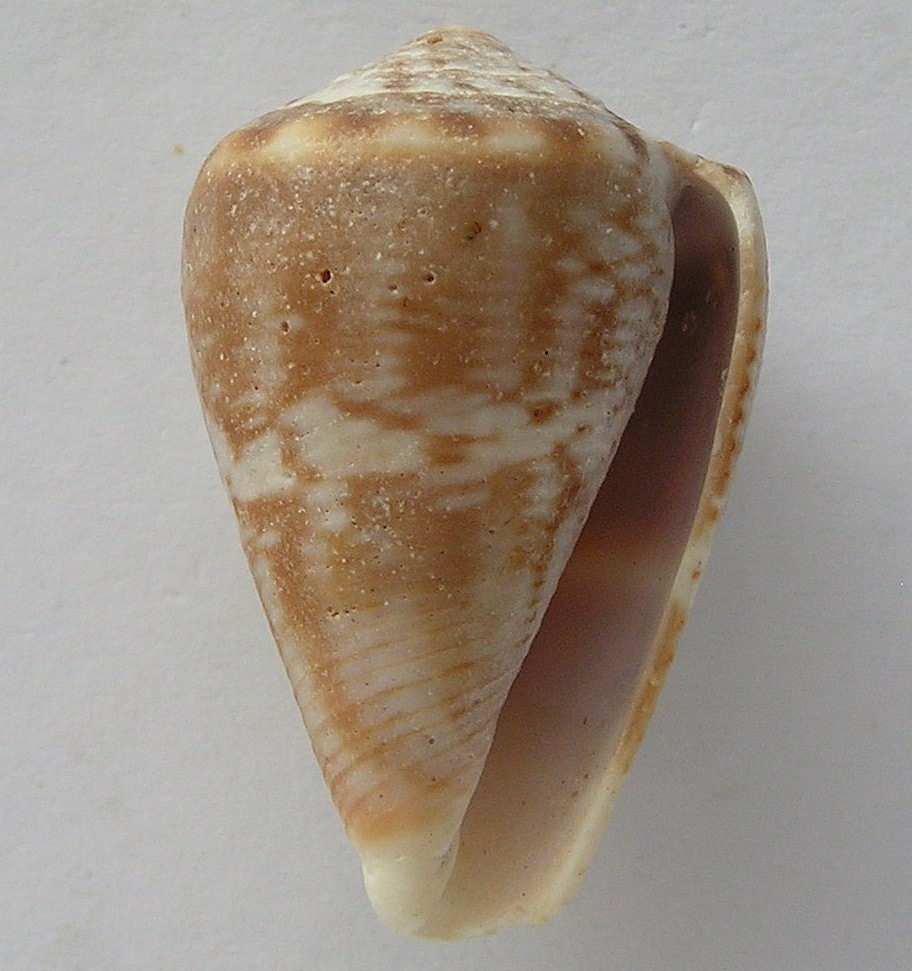
Conus encaustus

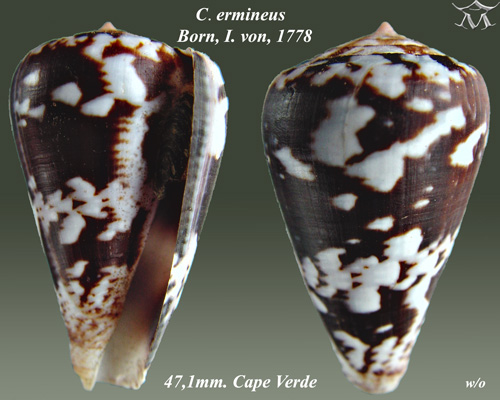
Conus ermineus

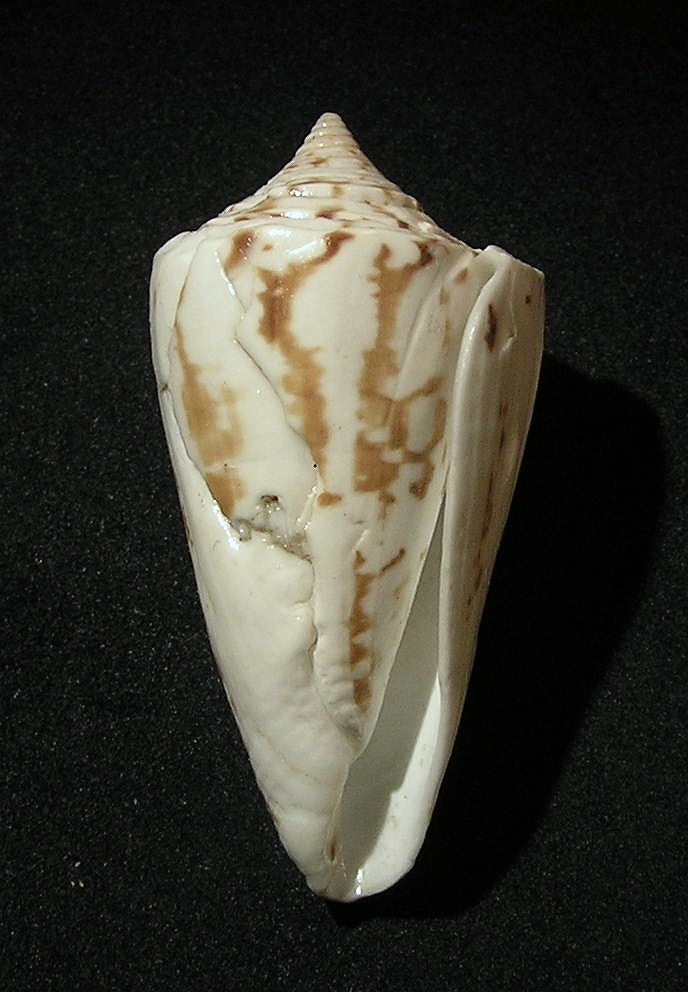
Conus eximius

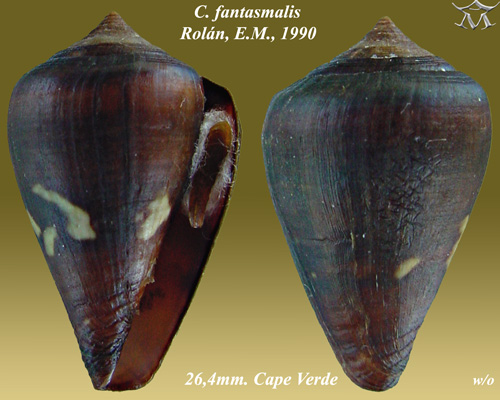
Conus fantasmalis

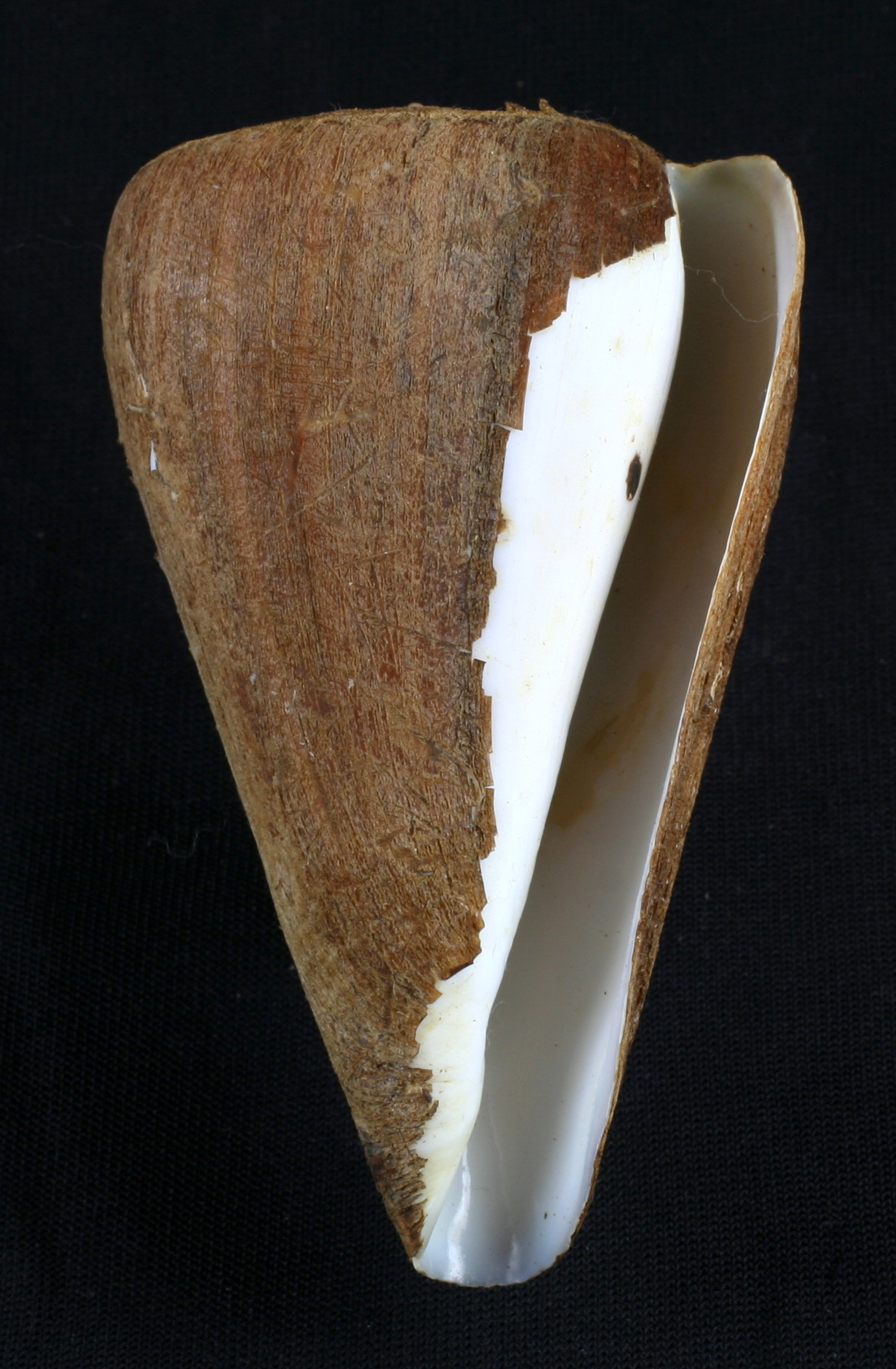
Conus fergusoni

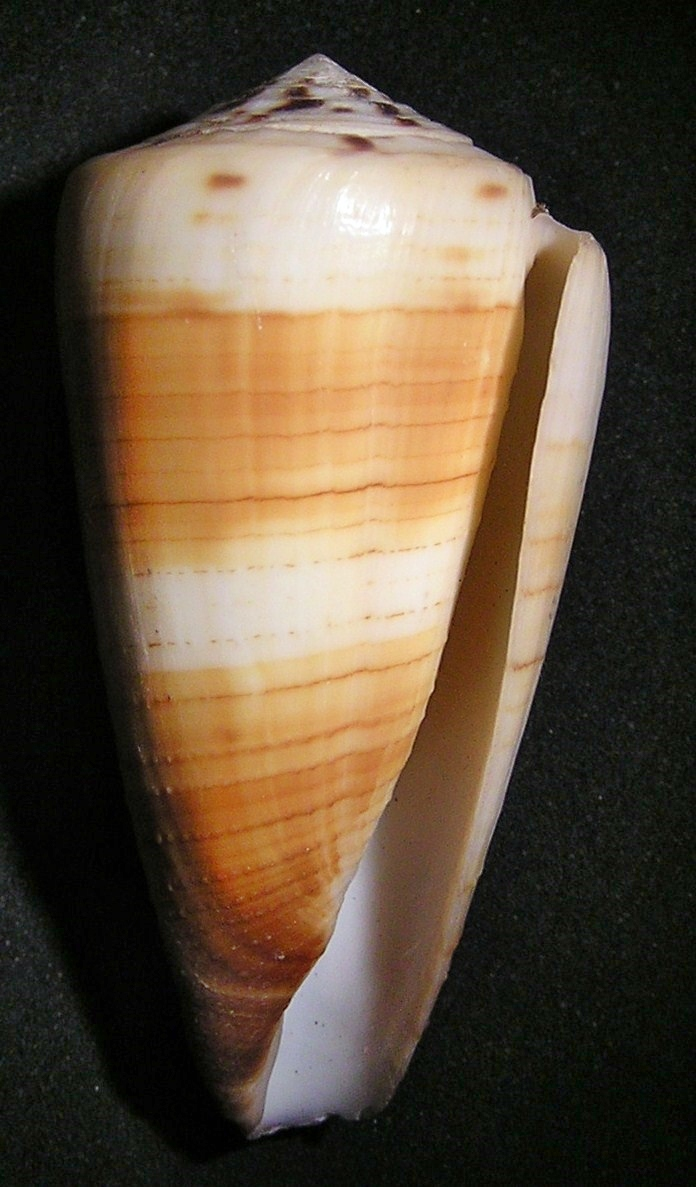
Conus ferrugineus

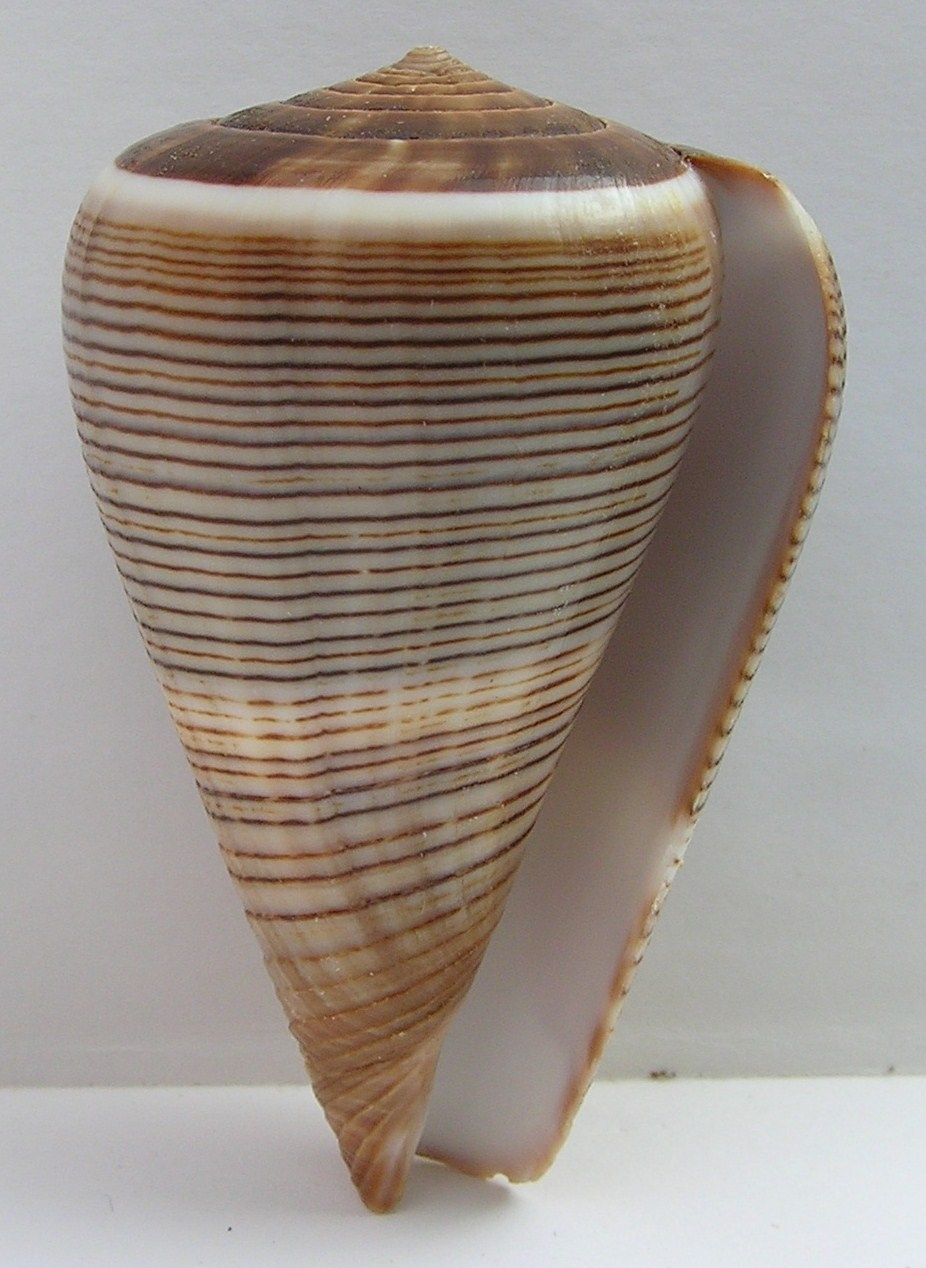
Conus figulinus

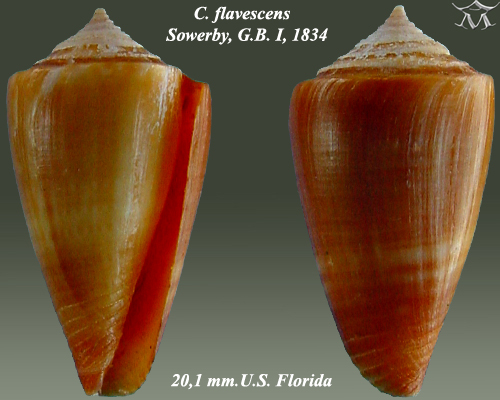
Conus flavescens

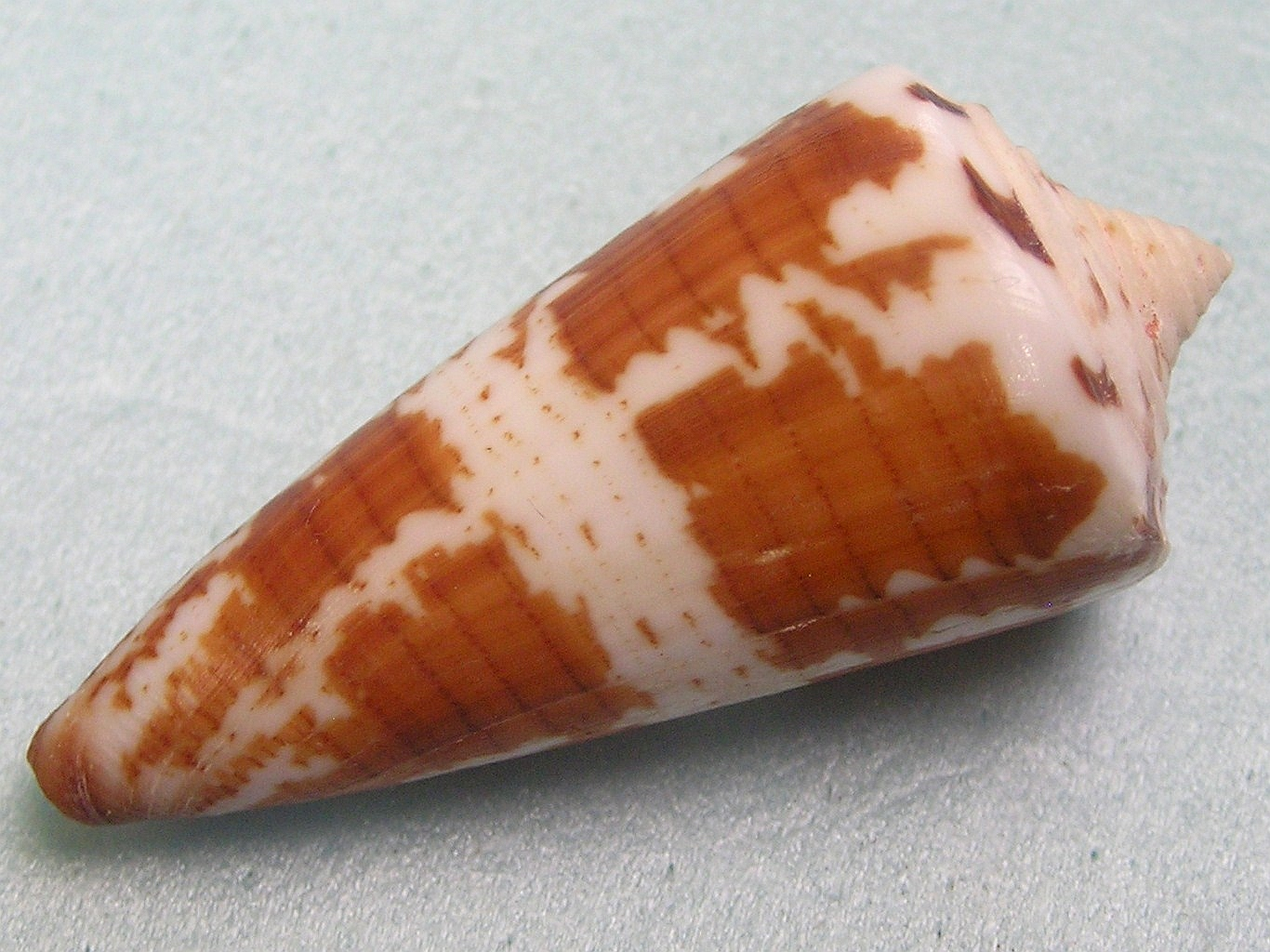
Conus generalis

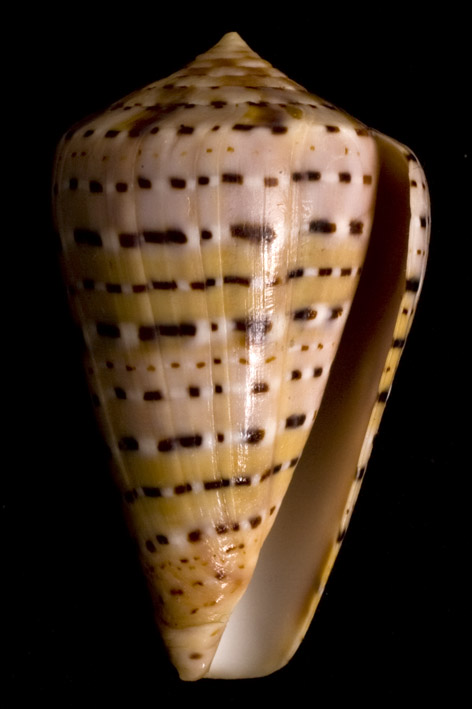
Conus genuanus

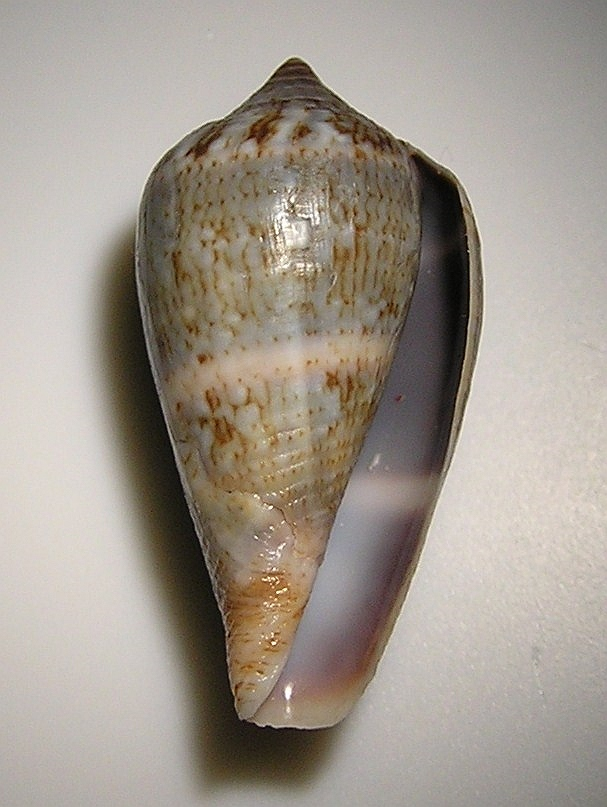
Conus hybridus

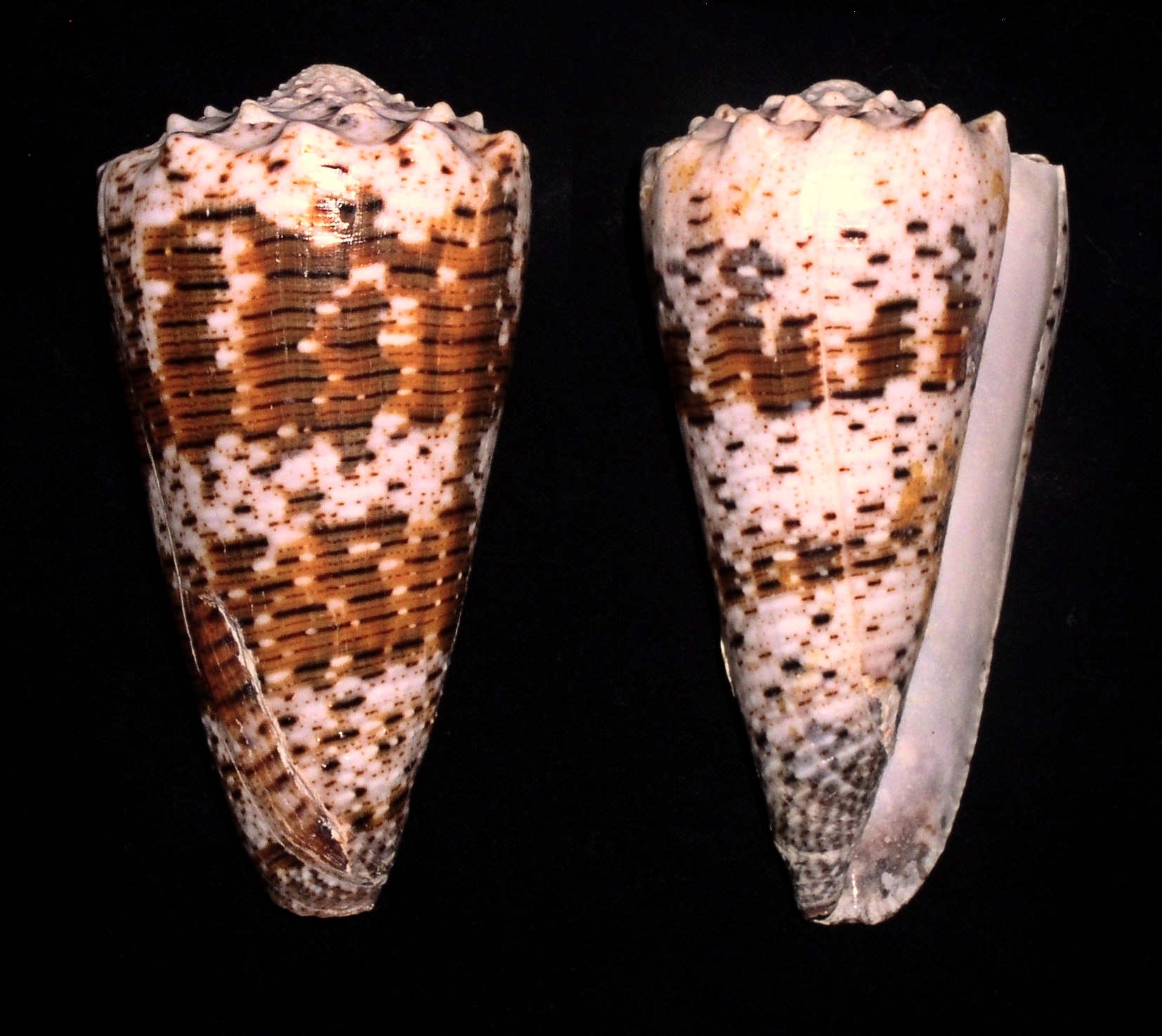
Conus imperialis

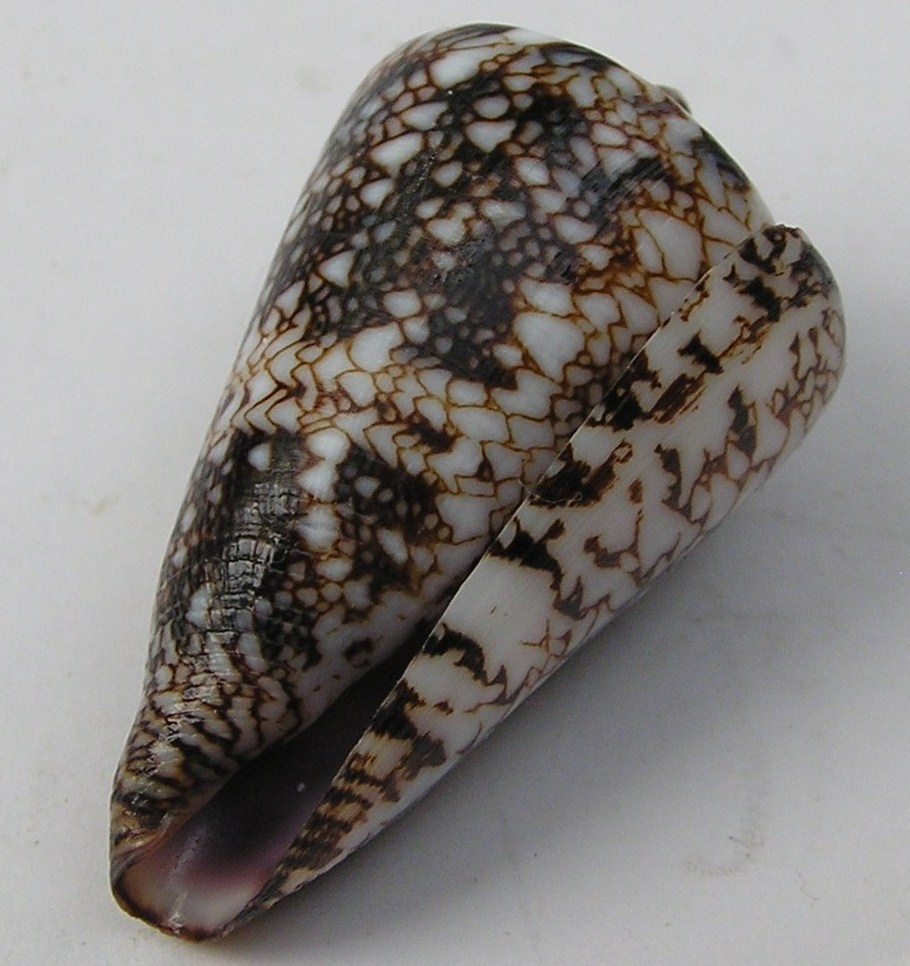
Conus locumtenens

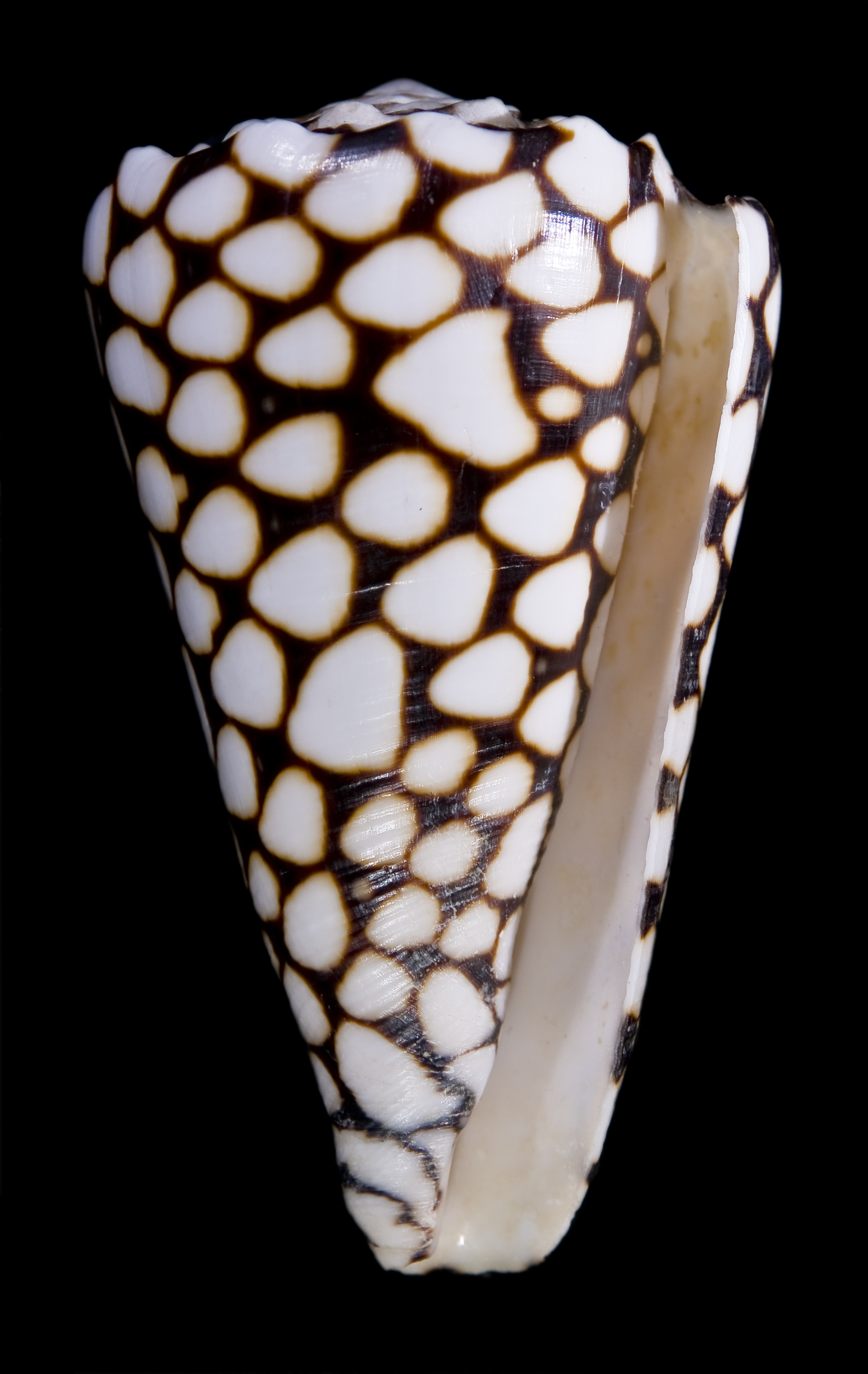
Conus marmoreus

A kúpcsiga (Conus) a csigák (Gastropoda) osztályának Neogastropoda csoportjába, ezen belül a kúpcsigák (Conidae) családjába tartozó nem.

## A fajok felsorolása
A Conus nembe több mint 600 faj tartozik (meglehet, hogy a lista nem teljes):
- Conus abbas Hwass in Bruguière, 1792[2]
- Conus abbreviatus Reeve, 1843[3]
- Conus abrolhosensis Petuch, 1987
- † Conus abruptus Marshall, 1918
- Conus achatinus Gmelin, 1791[4]
- Conus acutangulus Lamarck, 1810[5]
- Conus adami Wils, 1988[6]
- Conus adamsonii Broderip, 1836[7]
- Conus advertex (Garrard, 1961)[8]
- Conus aemulus Reeve, 1844[9]
- Conus africanus Kiener, 1845[10]
- Conus aito Rabiller & Richard, 2014
- Conus alabaster Reeve, 1849[11]
- Conus alainallaryi Bozzetti & Monnier, 2009[12]
- Conus albellus Röckel & Korn, 1990[13]
- Conus albuquerquei Trovão, 1978[14]
- Conus alconnelli da Motta, 1986[15]
- Conus alexandrei (Limpalaër & Monnier, 2012)
- Conus alexandrinus Kaicher, 1977
- Conus algoensis G. B. Sowerby II, 1834[16]
- Conus allaryi Bozzetti, 2008[17]
- Conus amadis Gmelin, 1791[18]
- Conus ambiguus Reeve, 1844[19]
- Conus ammiralis Linnaeus, 1758[20]
- Conus amphiurgus Dall, 1889[21]
- Conus amplus Röckel & Korn, 1992
- Conus anabathrum Crosse, 1865[22]
- Conus anabelae Rolán & Röckel, 2001[23]
- Conus andamanensis E. A. Smith, 1879[24]
- Conus andremenezi Olivera & Biggs, 2010[25]
- Conus anemone Lamarck, 1810[26]
- Conus angasi Tryon, 1884[27]
- Conus angioiorum Röckel & Moolenbeek, 1992[28]
- † Conus anningae Hendricks, 2015
- Conus anosyensis Bozzetti, 2008
- Conus anthonyi (Petuch, 1975)[29]
- Conus antoniaensis (Cossignani & Fiadeiro, 2014)
- Conus antonioi (Cossignani, 2014)
- Conus antoniomonteiroi Rolán, 1990[30]
- Conus aplustre Reeve, 1843[31]
- Conus arafurensis (Monnier, Limpalaër & Robin, 2013)
- Conus araneosus sensu Lightfoot, 1786[32]
- Conus arangoi Sarasúa, 1977[33]
- Conus archon Broderip, 1833[34][35]
- Conus ardisiaceus Kiener, 1845[36]
- Conus arenatus Hwass in Bruguière, 1792[37]
- Conus aristophanes G. B. Sowerby II, 1857[38]
- Conus armadillo Shikama, 1971[39]
- † Conus armoricus Suter, 1917
- Conus artoptus G. B. Sowerby II, 1833[40]
- Conus asiaticus da Motta, 1985[41]
- Conus ateralbus Kiener, 1845[42]
- Conus athenae Filmer, 2011[43][44]
- Conus atimovatae (Bozzetti, 2012)
- Conus atlanticoselvagem Afonso & Tenorio, 2004[45]
- Conus attenuatus Reeve, 1844[46]
- Conus augur sensu Lightfoot, 1786[47]
- Conus aulicus Linnaeus, 1758[48]
- Conus aurantius Hwass in Bruguière, 1792[49]
- Conus auratinus da Motta, 1982[50]
- Conus aureonimbosus Petuch, 1987
- Conus aureopunctatus Petuch, 1987
- Conus aureus Hwass in Bruguière, 1792[51]
- Conus auricomus Hwass in Bruguière, 1792[52]
- Conus aurisiacus Linnaeus, 1758[53]
- Conus australis (Holten, 1802)[54]
- Conus austroviola Röckel & Korn, 1992[55]
- Conus axelrodi Walls, 1978[56]
- Conus babaensis Rolán & Röckel, 2001[57]
- Conus bahamensis Vink & Röckel, 1995
- Conus baeri Röckel & Korn, 1992[58]
- Conus bairstowi G. B. Sowerby III, 1889[59]
- Conus balabacensis Filmer, 2012
- Conus balteatus G. B. Sowerby II, 1833[60]
- Conus bandanus Hwass in Bruguière, 1792[61]
- Conus barbieri G. Raybaudi Massilia, 1995[62]
- Conus barthelemyi Bernardi, 1861[63]
- Conus bartschi G. D. Hanna & Strong, 1949[35][64]
- Conus bayani Jousseaume, 1872[65]
- Conus bayeri Petuch, 1987[66]
- Conus beatrix Tenorio, Poppe, & Tagaro, 2007[67]
- Conus behelokensis Lauer, 1989
- Conus belairensis Pin & Leung Tack in Pin, 1989[68]
- Conus belizeanus (Petuch & Sargent, 2011)
- † Conus bellacoensis Hendricks, 2015
- Conus bellocqae van Rossum, 1996[69]
- Conus bellulus Rolán, 1990[70]
- Conus bengalensis (Okutani, 1968)[71]
- Conus berdulinus Veillard, 1972[72]
- Conus bernardinoi (Cossignani, 2014)
- Conus bessei Petuch, 1992[73]
- Conus betulinus Linnaeus, 1758[74]
- Conus biancae Bozzetti, 2010[75]
- Conus biliosus (Röding, 1798)[76]
- Conus binghamae Petuch, 1987
- Conus blanfordianus Crosse, 1867[77]
- Conus boavistensis Rolán & Fernandez in Rolán, 1990[78]
- Conus bocagei Trovão, 1978[79]
- Conus boeticus Reeve, 1844[80]
- Conus bondarevi Röckel & G. Raybaudi Massilia, 1992[81]
- Conus bonfigliolii (Bozzetti, 2010)
- Conus borgesi Trovão, 1979[82]
- Conus boschorum Moolenbeek & Coomans, 1993[83]
- Conus boui da Motta, 1988
- Conus boutetorum Richard & Rabiller, 2013
- Conus brianhayesi Korn, 2002[84]
- Conus broderipii Reeve, 1844[85]
- Conus bruguieri Kiener, 1846
- Conus brunneobandatus Petuch, 1992
- Conus brunneofilaris Petuch, 1990[86]
- Conus brunneus Wood, 1828[35][87]
- Conus bruuni Powell, 1958[88]
- Conus bulbus Reeve, 1843[89]
- Conus bullatus Linnaeus, 1758[90]
- Conus buniatus (Bozzetti, 2013)
- Conus burryae Clench, 1942[91]
- Conus buxeus (Röding, 1798)[92]
- Conus byssinus (Röding, 1798)[93]
- Conus cabraloi (Cossignani, 2014)
- Conus cacao Ferrario, 1983[94]
- Conus cagarralensis (Cossignani, 2014)
- Conus caillaudii Kiener, 1845[95]
- Conus calhetae Rolan, 1990[96]
- Conus calhetinensis (Cossignani & Fiadeiro, 2014)
- Conus cancellatus Hwass in Bruguière, 1792[97]
- Conus canonicus Hwass in Bruguière, 1792[98]
- Conus capitanellus Fulton, 1938[99]
- Conus capitaneus Linnaeus, 1758[100]
- Conus capreolus Röckel, 1985[101]
- Conus caracteristicus Fischer von Waldheim, 1807[102]
- Conus carcellesi Martins, 1945
- Conus cardinalis Hwass in Bruguière, 1792[103]
- Conus cargilei Coltro, 2004
- Conus carioca Petuch, 1986
- † Conus carlottae Hendricks, 2015
- Conus carnalis G. B. Sowerby III, 1879[104]
- † Conus cashi Hendricks, 2015
- Conus castaneus Kiener, 1848
- Conus catus Hwass in Bruguière, 1792[105]
- Conus caysalensis L. Raybaudi & Prati, 1994
- Conus cebuensis Wils, 1990
- Conus cedonulli Linnaeus, 1758[106]
- Conus cepasi Trovão, 1975[107]
- Conus ceruttii Cargile, 1997[108]
- Conus cervus Lamarck, 1822[109]
- Conus chaldaeus (Röding, 1798)[35][110]
- Conus chiangi (Azuma, 1972)[111]
- Conus chiapponorum Lorenz, 2004[112]
- Conus chytreus Tryon, 1884
- Conus ciderryi da Motta, 1985[113]
- Conus cinereus Hwass in Bruguière, 1792[114]
- Conus cingulatus Lamarck, 1810
- Conus circumactus Iredale, 1929[115]
- Conus circumcisus Born, 1778[116]
- Conus clarus E. A. Smith, 1881[117]
- Conus classiarius Hwass in Bruguière, 1792[118] (nomen dubium)
- Conus claudiae Tenorio & Afonso, 2004[119]
- Conus clerii Reeve, 1844[120]
- Conus cloveri Walls, 1978[121]
- Conus cocceus Reeve, 1844[122]
- Conus coccineus Gmelin, 1791[123]
- Conus coelinae Crosse, 1858[124]
- Conus coffeae Gmelin, 1791[125]
- Conus collisus Reeve, 1849[126]
- Conus colmani Röckel & Korn, 1990[127]
- Conus colombi (Monnier & Limpalaër, 2012)
- Conus colombianus Petuch, 1987
- Conus coltrorum (Petuch & R. F. Myers, 2014)
- Conus compressus G. B. Sowerby II, 1866[128]
- Conus conco Puillandre, Stöcklin, Favreau, Bianchi, Perret, Rivasseau, Limpalaër, Monnier & Bouchet, 2015
- Conus condei (Afonso & Tenorio, 2014)
- Conus consors G. B. Sowerby II, 1833[129]
- Conus conspersus Reeve, 1844[130]
- Conus corallinus Kiener, 1845[131]
- Conus cordigera G. B. Sowerby II, 1866[132]
- Conus coronatus Gmelin, 1791[133]
- Conus cossignanii (Cossignani & Fiadeiro, 2014)
- Conus crioulus Tenorio & Afonso, 2004[134]
- Conus crocatus Lamarck, 1810[135]
- Conus crotchii Reeve, 1849[136]
- Conus cumingii Reeve, 1848[137]
- Conus cuna Petuch, 1998[138]
- Conus cuneolus Reeve, 1843[139]
- Conus curassaviensis Hwass in Bruguière, 1792[140]
- Conus curralensis Rolán, 1986[141]
- Conus cuvieri Crosse, 1858[142]
- Conus cyanostoma A. Adams, 1855[143]
- Conus cylindraceus Broderip & G. B. Sowerby I, 1830[144]
- Conus dalli Stearns, 1873[35][145]
- Conus damioi (Cossignani & Fiadeiro, 2015)
- Conus damottai Trovão, 1979[146]
- Conus dampierensis Coomans & Filmer, 1985[147]
- Conus danilai Röckel & Korn, 1990[148]
- Conus daphne Boivin, 1864
- Conus darkini Röckel, Korn, & Richard, 1993[149]
- Conus daucus Hwass in Bruguière, 1792[150]
- Conus dayriti Röckel & da Motta, 1983[151]
- Conus decoratus Röckel, Rolán & Monteiro, 1980[152]
- Conus dedonderi (Goethaels & D. Monsecour, 2013)
- Conus delanoyae Trovão, 1979[153]
- Conus denizi Afonso & Tenorio, 2011[154]
- Conus derrubado Rolán, 1990[155]
- Conus desidiosus A. Adams, 1855[156]
- Conus deynzerorum Petuch, 1995[157]
- Conus diadema G. B. Sowerby II, 1834[35][158]
- Conus dianthus G. B. Sowerby III, 1882
- Conus diegoi (Cossignani, 2014)
- Conus diminutus Trovão & Rolán, 1986[159]
- Conus dispar G. B. Sowerby II, 1833[35][160]
- Conus distans Hwass in Bruguière, 1792[161]
- Conus docensis (Cossignani & Fiadeiro, 2014)
- Conus dominicanus Hwass in Bruguière, 1792
- Conus donnae Petuch, 1998
- Conus dorotheae Monnier & Limpalaër, 2010[162]
- Conus dorreensis Péron, 1807[163]
- Conus duffyi Petuch, 1992[164]
- Conus dusaveli (H. Adams, 1872)[165]
- Conus ebraeus Linnaeus, 1758[35][166]
- Conus eburneus Hwass in Bruguière, 1792
- Conus echinophilus (Petuch, 1975)[167]
- Conus echo Lauer, 1989
- Conus edaphus (Dall, 1910)[35]
- Conus ednae (Petuch, 2013)
- Conus edwardpauli Petuch, 1998
- Conus eldredi Morrison, 1955[168]
- Conus eleutheraensis (Petuch, 2013)
- Conus emaciatus Reeve, 1849[169]
- Conus empressae Lorenz, 2001[170]
- Conus encaustus Kiener, 1845[171]
- Conus episcopatus Da Motta, 1982[172]
- Conus ermineus Born, 1778[173]
- Conus ernesti Petuch, 1990
- Conus erythraeensis Reeve, 1843[174]
- Conus escondidai Poppe & Tagaro, 2005[175]
- Conus estivali Röckel, Richard, & Moolenbeek, 1995[176]
- Conus evansi Bondarev, 2001
- Conus eversoni Petuch, 1987[177]
- Conus evorai Monteiro, Fernandes & Rolán, 1995[178]
- Conus excelsus G. B. Sowerby III, 1908[179]
- Conus exiguus Lamarck, 1810[180]
- Conus eximius Reeve, 1849[181]
- Conus explorator Vink, 1990[182]
- Conus fantasmalis Rolán, 1990[183]
- Conus felitae Rolán, 1990[184]
- Conus felix Fenzan, 2012[185]
- Conus fergusoni G. B. Sowerby II, 1873[35][186]
- Conus fernandesi Tenorio, Afonso & Rolán, 2008[187]
- Conus ferrugineus Hwass in Bruguière, 1792[188]
- Conus fiadeiroi (Tenorio, Afonso, Cunha & Rolán, 2014)
- Conus figulinus Linnaeus, 1758[189]
- Conus fijisulcatus Moolenbeek, Röckel & Bouchet, 2008[190]
- Conus filmeri Rolán & Röckel, 2000[191]
- Conus fischoederi Röckel & da Motta, 1983[192]
- Conus flamingo Petuch, 1980
- Conus flammeacolor Petuch, 1992[193]
- Conus flavescens G. B. Sowerby II, 1834[194]
- Conus flavidus Lamarck, 1810[195]
- Conus flavus Röckel, 1985[196]
- Conus flavusalbus Rolán & Röckel, 2000[197]
- Conus floccatus G. B. Sowerby II, 1841[198]
- Conus floridulus A. Adams & Reeve, 1848[199]
- Conus fontonae Rolán & Trovão, 1990[200]
- Conus fragilissimus Petuch, 1979[201]
- Conus franciscoi Rolán & Röckel, 2000[202]
- † Conus franklinae Hendricks, 2015
- Conus frigidus Reeve, 1848[203]
- Conus fulmen Reeve, 1843[204]
- Conus fumigatus Hwass in Bruguière, 1792[205]
- Conus furnae Rolán, 1990[206]
- Conus furvus Reeve, 1843[207]
- Conus fuscoflavus Röckel, Rolán, & Monteiro, 1980[208]
- Conus fuscolineatus G. B. Sowerby III, 1905[209]
- † Conus fusellinus Suter, 1917
- Conus gabelishi da Motta, 1982[210]
- Conus garciai da Motta, 1982[211]
- † Conus garrisoni Hendricks, 2015
- Conus garywilsoni Lorenz & Morrison, 2004[212]
- Conus gauguini Richard & Salvat, 1973[213]
- Conus generalis Linnaeus, 1767[214]
- Conus genuanus Linnaeus, 1758[215]
- Conus geographus Linnaeus, 1758[216]
- Conus gibsonsmithorum Petuch, 1986
- Conus gigasulcatus Moolenbeek, Röckel & Bouchet, 2008[217]
- Conus gilberti (Bozzetti, 2012)
- Conus gilvus Reeve, 1849
- Conus giorossii Bozzetti, 2005
- Conus gladiator Broderip, 1833[35][218]
- Conus glans Hwass in Bruguière, 1792[219]
- Conus glaucus Linnaeus, 1758[220]
- Conus glenni Petuch, 1993[221]
- Conus glicksteini Petuch, 1987[222]
- † Conus globoponderosus (Sacco, 1893)
- Conus gloriakiiensis Kuroda & Itô, 1961[223]
- Conus gloriamaris Chemnitz, 1777[224]
- Conus glorioceanus Poppe & Tagaro, 2009[225]
- Conus goajira Petuch, 1992
- Conus gondwanensis Röckel, Richard, & Moolenbeek, 1995[226]
- Conus gonsalensis (Cossignani & Fiadeiro, 2014)
- Conus gonsaloi (Afonso & Tenorio, 2014)
- Conus goudeyi (Monnier & Limpalaër, 2012)
- † Conus gouldi Hendricks, 2015
- Conus gradatulus Weinkauff, 1875[227]
- Conus gradatus (Wood, 1828)[35]
- Conus grahami Röckel, Cosel & Burnay, 1980[228]
- Conus granarius Kiener, 1847
- Conus grangeri G. B. Sowerby III, 1900[229]
- Conus granulatus Linnaeus, 1758[230]
- Conus granum Röckel & Fischöder, 1985[231]
- Conus gratacapii Pilsbry, 1904
- Conus guanche Lauer, 1993[232]
- Conus gubernator Hwass in Bruguière, 1792[233]
- Conus guinaicus Hwass in Bruguière, 1792[234]
- Conus habui Lan, 2002[235]
- Conus hamamotoi Yoshiba & Koyama, 1984[236]
- Conus hamanni Fainzilber & Mienis, 1986[237]
- Conus hanshassi Lorenz & Barbier, 2012[238]
- Conus harasewychi Petuch, 1987
- Conus harlandi Petuch, 1987[239]
- Conus havanensis Aguayo & Farfante, 1947[240]
- † Conus haytensis G. B. Sowerby I, 1850
- Conus hazinorum (Petuch & Myers, 2014)
- Conus helgae Blöcher, 1992[241]
- † Conus hendersoni Marwick, 1931
- Conus hennequini Petuch, 1993[242]
- Conus hieroglyphus Duclos, 1833[243]
- Conus hilli Petuch, 1990
- Conus hirasei (Kuroda, 1956)[244]
- Conus hivanus Moolenbeek, Zandbergen & Bouchet, 2008[245]
- Conus hoaraui (Monnier & Limpalaër, 2015)
- Conus honkeri Petuch, 1988[246]
- Conus honkerorum (Petuch & R. F. Myers, 2014)
- Conus hughmorrisoni Lorenz & Puillandre, 2015
- † Conus humerosus Pilsbry, 1921
- † Conus huttoni (Tate, 1890)
- Conus hyaena Hwass in Bruguière, 1792[247]
- Conus hybridus Kiener, 1845[248]
- Conus ignotus Cargile, 1998
- Conus iheringi Frenguelli, 1946[249]
- Conus immelmani Korn, 1998[250]
- Conus imperialis Linnaeus, 1758[251]
- Conus inconstans E. A. Smith, 1877[252]
- Conus indomaris (Bozzetti, 2014)
- Conus inesae (Monteiro, Afonso, Tenorio, Rosado & Pirinhas, 2014)
- Conus infinitus Rolán, 1990[253]
- Conus infrenatus Reeve, 1848[254]
- Conus inscriptus Reeve, 1843[255]
- Conus iodostoma Reeve, 1843[256]
- Conus irregularis G. B. Sowerby II, 1858[257]
- Conus isabelarum Tenorio & Afonso, 2004[258]
- Conus jacarusoi Petuch, 1998[259]
- Conus janus Hwass in Bruguière, 1792[260]
- Conus jaspideus Gmelin, 1791[261]
- Conus jickelii Weinkauff, 1873[262]
- Conus jorioi (Petuch, 2013)
- Conus josephinae Rolán (Mosquera), 1980[263]
- Conus joserochoi (Cossignani, 2014)
- Conus jourdani da Motta, 1984[264]
- Conus jucundus G. B. Sowerby III, 1887[265]
- Conus judaceus Bergh, 1895[266]
- Conus julieandreae Cargile, 1995[267]
- Conus julii Lienard, 1870[268]
- † Conus kaesleri Hendricks, 2015
- Conus kaiserae Tenorio, Tucker & Chaney, 2012[35]
- Conus kalafuti da Motta, 1987[269]
- Conus kanakinus Richard, 1983[270]
- Conus kawamurai Habe, 1962[271]
- Conus kermadecensis Iredale, 1912
- Conus kersteni Tenorio, Afonso & Rolán, 2008[272]
- Conus kerstitchi Walls, 1978[273]
- Conus kevani Petuch, 1987[274]
- Conus kiicumulus (Azuma, 1982)[275]
- Conus kinoshitai (Kuroda, 1956)[276]
- Conus kintoki Habe & Kosuge, 1970[277]
- Conus kirkandersi Petuch, 1987
- Conus klemae (Cotton, 1953)[278]
- Conus korni G. Raybaudi Massilia, 1993[279]
- Conus kostini Filmer et al., 2012[280]
- Conus koukae (Monnier, Limpalaër & Robin, 2013)
- Conus kremerorum Petuch, 1988[281]
- Conus kuiperi Moolenbeek, 2006[282]
- Conus kulkulcan Petuch, 1980[283]
- Conus kuroharai (Habe, 1965)[284]
- Conus lamberti Souverbie, 1877[285]
- Conus largilliertii Kiener, 1847
- Conus laterculatus G. B. Sowerby II, 1870[286]
- Conus laueri (Monnier & Limpalaër, 2013)
- Conus lecourtorum (Lorenz, 2011)
- Conus leekremeri Petuch, 1987[287]
- Conus legatus Lamarck, 1810[288]
- Conus lemniscatus Reeve, 1849[289]
- Conus lenavati da Motta, 1982[290]
- Conus leobottonii Lorenz, 2006[291]
- Conus leobrerai da Motta & Martin, 1982[292]
- Conus leopardus (Röding, 1798)[293]
- Conus levis (Bozzetti, 2012)
- Conus levistimpsoni (Tucker, 2013)
- Conus leviteni Tucker, Tenorio & Chaney, 2011[294][295]
- Conus lienardi Bernardi & Crosse, 1861[296]
- Conus lightbourni Petuch, 1986[297]
- Conus limpusi Röckel & Korn, 1990[298]
- Conus lindae Petuch, 1987[299]
- Conus lischkeanus Weinkauff, 1875[300]
- Conus litoglyphus Hwass in Bruguière, 1792[301]
- Conus litteratus Linnaeus, 1758[302]
- Conus lividus Hwass in Bruguière, 1792[303]
- Conus lizardensis Crosse, 1865[304]
- Conus locumtenens Blumenbach, 1791[305]
- Conus lohri Kilburn, 1972[306]
- † Conus lombardii Hendricks, 2015
- Conus lozeti Richard, 1980[307]
- Conus lucaya Petuch, 2000
- Conus luciae Moolenbeek, 1986[308]
- Conus lucidus Wood, 1828[35][309]
- Conus lugubris Reeve, 1849[310]
- Conus luquei Rolán & Trovão in Rolán, 1990[311]
- Conus luteus G. B. Sowerby II, 1833[312]
- † Conus lyelli Hendricks, 2015
- Conus lynceus G. B. Sowerby II, 1858[313]
- Conus maculiferus G. B. Sowerby I, 1833
- Conus madagascariensis G. B. Sowerby II, 1858[314]
- Conus madecassinus (Bozzetti, 2012)[315]
- Conus magellanicus Hwass in Bruguière, 1792[316]
- Conus magnificus Reeve, 1843[317]
- Conus magnottei Petuch, 1987[318]
- Conus magus Linnaeus, 1758[319]
- Conus maioensis Trovão, Rolán & Félix-Alves, 1990[320]
- Conus malacanus Hwass in Bruguière, 1792[321]
- Conus malcolmi (Monnier & Limpalaër, 2015)
- Conus mappa sensu Lightfoot, 1786[322]
- Conus marchionatus Hinds, 1843[323]
- Conus marcocastellazzii (Cossignani & Fiadeiro, 2014)
- Conus mariaodeteae (Petuch & Myers, 2014)
- Conus marielae Rehder & Wilson, 1975
- Conus marileeae (Harasewych, 2014)
- Conus marmoreus Linnaeus, 1758[324]
- Conus martensi E. A. Smith, 1884[325]
- Conus martinianus Reeve, 1844
- Conus maya (Petuch & Sargent, 2011)
- Conus mayaguensis Nowell-Usticke, 1968[326]
- Conus mcbridei Lorenz, 2005[327]
- Conus medoci Lorenz, 2004[328]
- Conus medvedevi (Monteiro, Afonso, Tenorio, Rosado & Pirinhas, 2014)
- Conus melissae Tenorio, Afonso & Rolán, 2008[329]
- Conus melvilli G. B. Sowerby III, 1879[330]
- Conus mercator Linnaeus, 1975[331]
- Conus merleti Mayissian, 1974[332]
- Conus messiasi Rolán & Fernandes in Rolán, 1990[333]
- Conus micropunctatus Rolán & Röckel, 2000[334]
- Conus miles Linnaeus, 1758[335]
- Conus milesi E. A. Smith, 1887[336]
- Conus miliaris Hwass in Bruguière, 1792[337]
- Conus milneedwardsi Jousseaume, 1894[338]
- Conus miniexcelsus Olivera & Biggs, 2010[339]
- Conus minimus (Cossignani & Fiadeiro, 2015)
- Conus minnamurra (Garrard, 1961)[340]
- Conus miruchae Röckel, Rolán & Monteiro, 1980[341]
- Conus mitraeformis Wood, 1828[342]
- Conus mitratus Hwass in Bruguière, 1792[343]
- Conus moluccensis Küster, 1838[344]
- Conus monile Hwass in Bruguière, 1792[345]
- Conus monilifer Broderip, 1833[35][346]
- Conus moolenbeeki Filmer, 2011[347]
- Conus mordeirae Rolán & Trovão in Rolán, 1990[348]
- Conus moreleti Crosse, 1858[349]
- Conus morrisoni G. Raybaudi Massilia, 1991
- Conus morroensis (Cossignani & Fiadeiro, 2014)
- Conus mozambicus Hwass in Bruguière, 1792[350]
- Conus mucronatus Reeve, 1843[351]
- Conus muriculatus G. B. Sowerby II, 1833[352]
- Conus mus Hwass in Bruguière, 1792[353]
- Conus musicus Hwass in Bruguière, 1792[354]
- Conus mustelinus Hwass in Bruguière, 1792[355]
- Conus namocanus Hwass in Bruguière, 1792[356]
- Conus nanus G.B. Sowerby I & G.B. Sowerby II, 1833[357]
- Conus naranjus Trovão, 1975[358]
- Conus natalaurantius (S. G. Veldsman, 2013)
- Conus natalis G. B. Sowerby II, 1858[359]
- Conus navarroi Rolán, 1986[360]
- Conus negroides Kaicher, 1977
- Conus nelsonandradoi (Cossignani & Fiadeiro, 2015)
- Conus nelsontiagoi (Cossignani & Fiadeiro, 2014)
- Conus neoguttatus da Motta, 1991[361]
- Conus neptunus Reeve, 1843[362]
- Conus niederhoeferi Monnier, Limpalaër & Lorenz, 1912[363]
- Conus nielsenae Marsh, 1962[364]
- Conus nigromaculatus Röckel & Moolenbeek, 1992[365]
- Conus nimbosus Hwass in Bruguière, 1792[366]
- Conus nobilis Linnaeus, 1758[367]
- Conus nobrei Trovão, 1975[368]
- Conus nocturnus sensu Lightfoot, 1786[369]
- Conus nodulosus G. B. Sowerby III, 1864[370]
- Conus nucleus Reeve, 1848[371]
- Conus nussatella Linnaeus, 1758[372]
- Conus nux Broderip, 1833[35][373]
- Conus nybakkeni Tenorio, Tucker & Chaney, 2012[35]
- Conus obscurus G. B. Sowerby II, 1833[374]
- Conus ochroleucus Gmelin, 1791[375]
- Conus oishii (Shikama, 1977)[376]
- Conus olgae Bacallado, Espinosa & Ortea, 2007[377]
- Conus olgiatii Bozzetti, 2007[378]
- † Conus olssoni Maury, 1917
- Conus omaria Hwass in Bruguière, 1792[379]
- Conus orion Broderip, 1833[35][380]
- Conus ortneri Petuch, 1998[381]
- Conus ostrinus (Tucker & Tenorio, 2011)
- Conus papilliferus G. B. Sowerby II, 1834[382]
- Conus papuensis Coomans & Moolenbeek, 1982[383]
- Conus parascalaris Petuch, 1987[384]
- Conus parius Reeve, 1844[385]
- Conus parvatus Walls, 1979[386]
- Conus paschalli Petuch, 1998
- Conus patae Abbott, 1971[387]
- Conus patglicksteinae Petuch, 1987
- Conus patriceae (Petuch & R. F. Myers, 2014)
- Conus patricius Hinds, 1843[35][388]
- Conus paukstisi Tucker, Tenorio & Chaney, 2011[295]
- Conus paulae Petuch, 1988[389]
- Conus paumotu Rabiller & Richard, 2014
- Conus pauperculus G. B. Sowerby I, 1834
- Conus pedrofiadeiroi (Cossignani & Fiadeiro, 2015)
- Conus peli Moolenbeek, 1996[390]
- Conus penchaszadehi Petuch, 1986[391]
- Conus pennaceus Born, 1778[392]
- Conus pergrandis (Iredale, 1937)[393]
- Conus pertusus Hwass in Bruguière, 1792[394]
- Conus petergabrieli Lorenz, 2006[395]
- Conus petuchi (Monteiro, Afonso, Tenorio, Rosado & Pirinhas, 2014)
- Conus philippii Kiener, 1845[396]
- Conus pictus Reeve, 1843[397]
- Conus pineaui Pin & Leung Tack, 1995[398]
- Conus planorbis Born, 1778[399]
- Conus platensis Frenguelli, 1946[400]
- Conus plinthis Richard & Moolenbeek, 1988[401]
- Conus polongimarumai Kosuge, 1980[402]
- Conus pomareae (Monnier & Limpalaër, 2014)
- Conus poormani Berry, 1968[35][403]
- Conus portobeloensis Petuch, 1990[404]
- Conus poulosi Petuch, 1993[405]
- Conus praecellens A. Adams, 1855[406]
- Conus pretiosus Nevill & Nevill, 1874[407]
- Conus primus Röckel & Korn, 1990[408]
- Conus princeps Linnaeus, 1758[35][409]
- Conus priscai (Bozzetti, 2012)
- Conus proximus G. B. Sowerby II, 1859[410]
- Conus pseudaurantius Vink & Cosel, 1985[411]
- Conus pseudimperialis Moolenbeek, Zandbergen, & Bouchet, 2008[412]
- Conus pseudocardinalis Coltro, 2004
- Conus pseudocuneolus Röckel, Rolán & Monteiro, 1980[413]
- Conus pseudonivifer Monteiro, Tenorio & Poppe, 2004[414]
- Conus pulcher [Lightfoot], 1786[415]
- Conus pulicarius Hwass in Bruguière, 1792[416]
- Conus puncticulatus Hwass in Bruguière, 1792[417]
- Conus purissimus Filmer, 2011[418]
- Conus purpurascens G. B. Sowerby II, 1833[35][419]
- Conus pusio Hwass in Bruguière, 1792[420]
- Conus quercinus Lightfoot, 1786[421]
- Conus quiquandoni Lorenz & Barbier, 2008[422]
- Conus radiatus Gmelin, 1791[423]
- Conus ranonganus da Motta, 1978[424]
- Conus rattus Hwass in Bruguière, 1792[425]
- Conus raulsilvai Rolán, Monteiro & Fernandes, 1998[426]
- Conus rawaiensis da Motta, 1978[427]
- Conus recluzianus Bernardi, 1853[428]
- Gradiconus recurvus (Broderip, 1833)[35]
- Conus regius Gmelin, 1791[429]
- Conus regonae Rolán & Trovão in Rolán, 1990[430]
- Conus regularis G. B. Sowerby II, 1833[35][431]
- Conus retifer Menke, 1829[432]
- Conus richardbinghami Petuch, 1993[433]
- Conus richardsae Röckel & Korn, 1992[434]
- Conus richeri Richard & Moolenbeek, 1988[435]
- Conus ritae Petuch, 1995[436]
- Conus rizali Olivera & Biggs, 2010[437]
- Conus robini (Limpalaër & Monnier, 2012)
- Conus roeckeli Rolán (Mosquera), 1980[438]
- Conus rolani Röckel, 1986[439]
- Conus roquensis (Cossignani & Fiadeiro, 2015)
- Conus rosalindensis Petuch, 1998[440]
- Conus rosemaryae Petuch, 1990[441]
- Conus roseorapum G. Raybaudi & da Motta, 1990[442]
- Conus rouxi (Monnier, Limpalaër & Robin, 2013)
- Conus royaikeni (S. G. Veldsman, 2010)
- Conus rufimaculosus Macpherson, 1959[443]
- Conus ruthae (Monnier & Limpalaër, 2013)
- Conus sahlbergi da Motta & Harland, 1986[444]
- Conus salletae (Cossignani, 2014)
- Conus salreiensis Rolán (Mosquera), 1980[445]
- Conus salzmanni G. Raybaudi-Massilia & Rolán, 1997[446]
- Conus sanderi Wils & Moolenbeek, 1979[447]
- Conus sandwichensis Walls, 1978
- Conus sanguinolentus Quoy & Gaimard, 1834[448]
- Conus santanaensis (Afonso & Tenorio, 2014)
- Conus santinii (Monnier & Limpalaër, 2014)
- Conus saragasae Rolán, 1986[449]
- Conus sazanka Shikama, 1970[450]
- Conus scalaris Valenciennes, 1832[35][451]
- Conus scalarispira (Bozzetti, 2012)
- Conus scalarissimus da Motta, 1988[35][452]
- Conus scalptus Reeve, 1843[453]
- Conus scopulorum Van Mol, Tursch & Kempf, 1971[454]
- Conus scottjordani (Poppe, Monnier & Tagaro, 2012)
- Conus sculletti Marsh, 1962[455]
- Conus sculpturatus Röckel & da Motta, 1986[456]
- Conus sennottorum Rehder & Abbott, 1951[457]
- Conus serranegrae Rolán, 1990[458]
- Conus sertacinctus Röckel, 1986[459]
- Ciconus shaskyi Tenorio, Tucker & Chaney, 2012[35]
- Conus shikamai Coomans, Moolenbeek & Wils, 1985[460]
- Conus silviae (Cossignani, 2014)
- Conus simonis Bozzetti, 2010[461]
- Conus skoglundae Tenorio, Tucker & Chaney, 2012[35]
- Conus sogodensis (Poppe, Monnier & Tagaro, 2012)
- Conus solangeae Bozzetti, 2004[462]
- Conus solomonensis Delsaerdt, 1992[463]
- Conus spectrum Linnaeus, 1758[464]
- Conus sphacelatus G. B. Sowerby II, 1833[465]
- Conus spiceri Bartsch & Rehder, 1943
- Conus splendidulus G. B. Sowerby II, 1833[466]
- Conus sponsalis Hwass in Bruguière, 1792[467]
- Conus spurius Gmelin, 1791[468]
- Conus stanfieldi Petuch, 1998
- Conus stercusmuscarum Linnaeus, 1758[469]
- Conus stimpsoni Dall, 1902[470]
- Conus stramineus Lamarck, 1810[471]
- Conus striatellus Link, 1807[472]
- Conus striatus Linnaeus, 1758[473]
- Conus striolatus Kiener, 1845[474]
- Conus stupa (Kuroda, 1956)[475]
- Conus stupella (Kuroda, 1956)[476]
- Conus submarginatus G. B. Sowerby II, 1870[477]
- Conus suduirauti Raybaudi Massilia, 2004[478]
- Conus sugimotonis Kuroda, 1928[479]
- Conus sukhadwalai Röckel & da Motta, 1983[480]
- Conus sulcatus Hwass in Bruguière, 1792[481]
- Conus sulcocastaneus Kosuge, 1981[482]
- Conus sunderlandi Petuch, 1987[483]
- Conus suratensis Hwass in Bruguière, 1792[484]
- Conus sutanorcum Moolenbeek, Röckel & Bouchet, 2008[485]
- Conus suturatus Reeve, 1844[486]
- Conus swainsoni Estival & Cosel, 1986[487]
- Conus sydneyensis G. B. Sowerby III, 1887[488]
- Conus tabidus Reeve, 1844[489]
- Conus tacomae Boyer & Pelorce, 2009[490]
- Conus taeniatus Hwass in Bruguière, 1792[491]
- Conus tagaroae (Limpalaër & Monnier, 2013)
- Conus tarava Rabiller & Richard, 2014
- Conus taslei Kiener, 1845[492]
- Conus telatus Reeve, 1848[493]
- Conus tenuilineatus Rolán & Röckel, 2001[494]
- Conus tenuistriatus G. B. Sowerby II, 1858[495]
- Conus teodorae Rolán, 1990[496]
- Conus terebra Born, 1778[497]
- Conus terryni Tenorio & Poppe, 2004[498]
- Conus tessulatus Born, 1778[499]
- Conus tethys (Petuch & Sargent, 2011)
- Conus tevesi Trovão, 1978[500]
- Conus textile Linnaeus, 1758[501]
- Conus thalassiarchus G. B. Sowerby II, 1834[502]
- Conus theodorei Petuch, 2000
- Conus therriaulti (Petuch, 2013)
- Conus thevenardensis da Motta, 1987
- Conus thomae Gmelin, 1791[503]
- † Conus thorae Finlay, 1927
- Conus tiaratus G. B. Sowerby II, 1833[35][504]
- Conus timorensis Hwass in Bruguière, 1792[505]
- Conus tinianus Hwass in Bruguière, 1792[506]
- Conus tirardi Röckel & Moolenbeek, 1996[507]
- Conus tisii Lan, 1978[508]
- Conus tonisii (Petuch & Myers, 2014)
- Conus tostesi Petuch, 1986
- Conus traillii A. Adams, 1855[509]
- Conus trencarti Nolf & Verstraeten, 2008[510]
- Conus tribblei Walls, 1977[511]
- Conus trigonus Reeve, 1848[512]
- Conus tristensis Petuch, 1987
- Conus trochulus Reeve, 1844[513]
- Conus troendlei Moolenbeek, Zandbergen & Bouchet, 2008[514]
- Conus trovaoi Rolán & Röckel, 2000[515]
- Conus tulipa Linnaeus, 1758[516]
- Conus tuticorinensis Röckel & Korn, 1990[517]
- Conus typhon Kilburn, 1975[518]
- Conus umbelinae (Cossignani & Fiadeiro, 2014)
- Conus unifasciatus Kiener, 1845[519]
- Conus vanvilstereni (Moolenbeek & Zandbergen, 2013)
- Conus vappereaui Monteiro, 2009
- Conus variegatus Kiener, 1845[520]
- Conus varius Linnaeus, 1758[521]
- Conus velaensis Petuch, 1993[522]
- Conus venezuelanus Petuch, 1987[523]
- Conus ventricosus Gmelin, 1791[524]
- Conus venulatus Hwass in Bruguière, 1792[525]
- Conus verdensis Trovão, 1979[526]
- Conus vexillum Gmelin, 1791[527]
- Conus victoriae Reeve, 1843[528]
- Conus vicweei Old, 1973[529]
- Conus vidua Reeve, 1843[530]
- Conus villepinii P. Fischer & Bernardi, 1857[531]
- Conus viola Cernohorsky, 1977[532]
- Conus violaceus Gmelin, 1791[533]
- Conus virgatus Reeve, 1849[35][534]
- Conus virgo Linnaeus, 1758[535]
- Conus visagenus Kilburn, 1974[536]
- Conus visseri Delsaerdt, 1990[537]
- Conus vittatus Hwass in Bruguière, 1792[35][538]
- Conus voluminalis Reeve, 1843[539]
- Conus vulcanus Tenorio & Afonso, 2004[540]
- Conus wallacei (Lorenz & Morrison, 2004)[541]
- Conus wallangra (Garrard, 1961)[542]
- Conus wandae (Cossignani, 2014)
- Conus wilsi Delsaerdt, 1998[543]
- Conus wittigi Walls, 1977[544]
- Conus worki Petuch, 1998[545]
- Conus xanthicus Dall, 1910[35][546]
- Conus xicoi Röckel, 1987[547]
- Conus yemenensis Bondarev, 1997[548]
- † Conus zambaensis Hendricks, 2015
- Conus zandbergeni Filmer & Moolenbeek, 2010[549]
- Conus zapatosensis Röckel, 1987[550]
- Conus zebra Lamarck, 1810[551]
- Conus zebroides Kiener, 1845[552]
- Conus zeylanicus Gmelin, 1791[553]
- Conus ziczac Mühlfeld, 1816[554]
- Conus zinhoi (Cossignani, 2014)
- Conus zonatus Hwass in Bruguière, 1792[555]
- Conus zylmanae Petuch, 1998[556]

## Taxonok melyek szinonimává váltak
- Conus aculeiformis Reeve, 1844
- Conus alexandremonteiroi (Cossignani, 2014)
- Conus alisi Röckel, Richard, & Moolenbeek, 1995:[557]
- Conus allamandi (Petuch, 2013)
- Conus anaglypticus Crosse, 1865:[558]
- Conus aphrodite Petuch, 1979:[559]
- Conus arawak (Petuch & R. F. Myers, 2014)
- Conus arcuatus Broderip & G. B. Sowerby I, 1829:[35][560]
- Conus articulatus G. B. Sowerby II, 1873:[561]
- Conus armiger Crosse, 1858:[562]
- Conus baccatus G. B. Sowerby III, 1877:[35][563]
- Conus baileyi Röckel & da Motta, 1979:[564]
- Conus bajanensis Nowell-Usticke, 1968:[565]
- Conus berschaueri (Petuch & R. F. Myers, 2014)
- Conus biraghii (G. Raybaudi, 1992):[566]
- Conus boholensis Petuch, 1979:[567]
- Conus borneensis A. Adams & Reeve, 1848:[568]
- Conus boucheti Richard, 1983:[569]
- Conus bozzettii Lauer, 1991:[570]
- Conus branhamae Clench, 1953:[571]
- Conus bruguieresi Kiener, 1845:[572]
- Conus cakobaui Moolenbeek, Röckel, & Bouchet, 2008:[573]
- Conus californicus Reeve, 1844:[35][574]
- Conus centurio Born, 1778:[575]
- Conus comatosa Pilsbry, 1904:[576]
- Conus coriolisi Röckel, Richard & Moolenbeek, 1995
- Conus coromandelicus E. A. Smith, 1894
- Conus damasoi Cossignani, 2007:[577]
- Conus damasomonteiroi (Petuch & Myers, 2014)
- Conus delanoyi Trovão, 1979:[578]
- Conus delessertii Récluz, 1843:[579]
- Conus dictator Melvill, 1898:[580]
- Conus dieteri Moolenbeek, Zandbergen & Bouchet, 2008:[581]
- Conus dondani Kosuge, 1981:[582]
- Conus elegans G. B. Sowerby III, 1895:[583]
- Conus elokismenos Kilburn, 1975:[584]
- Conus emarginatus Reeve, 1844:[35][585]
- Conus emersoni G. D. Hanna, 1963:[35][586]
- Conus ericmonnieri (Petuch & R. F. Myers, 2014)
- Conus eucoronatus G. B. Sowerby III, 1903:[587]
- Conus eugrammatus Bartsch & Rehder, 1943:[588]
- Conus fenzani (Petuch & Sargent, 2011):[35][589]
- Conus fijiensis Moolenbeek, Röckel & Bouchet, 2008:[590]
- Conus fluviamaris Petuch & Sargent, 2011:[591]
- Conus frausseni Tenorio & Poppe, 2004:[592]
- Conus gabrielae Rolán & Röckel, 2000:[593]
- Conus gordyi Röckel & Bondarev, 2000:[594]
- Conus grohi Tenorio & Poppe, 2004:[595]
- Conus guidopoppei Raybaudi Massilia, 2005:[596]
- Conus guyanensis Van Mol, 1973:[597]
- Conus henckesi Coltro, 2004:[598]
- Conus herndli (Petuch & R. F. Myers, 2014)
- Conus hopwoodi Tomlin, 1937:[599]
- Conus howelli Iredale, 1929:[600]
- Conus iansa Petuch, 1979:[601]
- Conus ichinoseanus (Kuroda, 1956):[602]
- Conus ikedai Ninomiya, 1987:[603]
- Conus ione Fulton, 1938:[604]
- Conus insculptus Kiener, 1845:[605]
- Conus janowskyae (Tucker & Tenorio, 2011):[606]
- Conus jeanmartini G. Raybaudi Massilia, 1992:[607]
- Conus joliveti Moolenbeek, Röckel & Bouchet, 2008:[608]
- Conus kimioi (Habe, 1965):[609]
- Conus kohni McLean & Nybakken, 1979:[35][610]
- Conus lani Crandall, 1979:[611]
- Conus lenhilli Cargile, 1998:[612]
- Conus lentiginosus Reeve, 1844:[613]
- Conus lizarum (G. Raybaudi Massilia & da Motta, 1992):[614]
- Conus longurionis Kiener, 1845:[615]
- Conus loyaltiensis Röckel, Richard, & Moolenbeek, 1995:[616]
- Conus mahogani Reeve, 1843:[35][617]
- Conus marinae (Petuch & Myers, 2014)
- Conus mcgintyi Pilsbry, 1955:[618]
- Conus mazei Deshayes, 1874:[619]
- Conus memiae (Habe & Kosuge, 1970):[620]
- Conus mindanus Hwass in Bruguière, 1792:[621]
- Conus ogum (Petuch & R. F. Myers, 2014)
- Conus orbignyi Audouin, 1831:[622]
- Conus otohimeae Kuroda & Itô, 1961:[623]
- Conus pacei Petuch, 1987:[624]
- Conus pacificus Moolenbeek & Röckel, 1996:[625]
- Conus pagodus Kiener, 1845:[626]
- Conus pealii (Green, 1840):[627]
- Conus pepeiu Moolenbeek, Zandbergen & Bouchet, 2008:[628]
- Conus perplexus G. B. Sowerby II, 1857:[35][629]
- Conus pfluegeri Petuch, 2003:[630]
- Conus pomponeti (Petuch & Myers, 2014)
- Conus poremskii (Petuch & R. F. Myers, 2014)
- Conus profundorum (Kuroda, 1956):[631]
- Conus pseudokimioi da Motta & Martin, 1982:[632]
- Conus pseudorbignyi Röckel & Lan, 1981:[633]
- Conus rachelae Petuch, 1988:[634]
- Conus rainesae McGinty, 1953:[635]
- Conus raoulensis Powell, 1958:[636]
- Conus roatanensis Petuch & Sargent, 2011:[637]
- Conus roberti Richard, 2009
- Conus rutilus Menke, 1843:[638]
- Conus saecularis Melvill, 1898:[639]
- Conus sagei Korn & G. Raybaudi Massilia, 1993:[640]
- Conus sargenti (Petuch, 2013)
- Conus sauros Garcia, 2006
- Conus scariphus (Dall, 1910):[35][641]
- Conus scopulicola (Okutani, 1972):[642]
- Conus sieboldii Reeve, 1848:[643]
- Conus simonei (Petuch & R. F. Myers, 2014)
- Conus smirna Bartsch & Rehder, 1943:[644]
- Conus somalicus (Bozzetti, 2013)
- Conus spirofilis Habe & Kosuge, 1970:[645]
- Conus stearnsii Conrad, 1869:[646]
- Conus sumatrensis Hwass in Bruguière, 1792
- Conus stocki Coomans & Moolenbeek, 1990:[647]
- Conus teramachii (Kuroda, 1956):[648]
- Conus tiki Moolenbeek, Zandbergen & Bouchet, 2008:[649]
- Conus tornatus G. B. Sowerby I, 1833:[35][650]
- Conus traversianus E. A. Smith, 1875:[651]
- Conus tuberculosus Tomlin, 1938:[652][653][654]
- Conus vanhyningi (Rehder, 1944):[655]
- Conus vaubani Röckel, Richard & Moolenbeek, 1995:[656]
- Conus vimineus Reeve, 1849:[657]
- Conus wakayamaensis (Kuroda, 1956):[658]
- Conus wendrosi (Tenorio & Afonso, 2013)
- Conus ximenes Gray, 1839:[35][659]

## Kétséges használatú tudományos nevek
Az alábbiak kétséges használatú tudományos nevek, azaz nomina dubiák (A nomen dubium esetében lehetetlenné válhat annak eldöntése, hogy egy faj egy adott csoporthoz tartozik-e vagy nem. Ez akkor történhet meg, ha az eredeti típuspéldány vagy holotípus elvész vagy megsemmisül. A teljes nevezéktani kódex lehetővé teszi egy új példány vagy neotípus számára, e lehetőség választását.):
| - Conus abbotti Clench, 1942 (nomen dubium) - Conus albidus Schröter, 1803 (nomen dubium) - Conus amethysteus Link, 1807 (nomen dubium) - Conus argillaceus Perry, 1811(nomen dubium) - Conus bandatus Perry, 1811 (nomen dubium) - Conus bicinctus Donovan, 1826 (nomen dubium) - Conus cinereus Schröter, 1803 (nomen dubium) - Conus clandestinus Shikama, 1979 (nomen dubium) - Conus coralloides Perry, 1811 (nomen dubium) - Conus costatus Gmelin, 1791 (nomen dubium) - Conus fasciatus Schröter, 1803 (nomen dubium) - Conus felinus Link, 1807 (nomen dubium) - Conus ferrugatus G. B. Sowerby I, 1834 (nomen dubium) - Conus feruginosus Mawe, 1823 (nomen dubium) - Conus fritillaria Lichtenstein, 1794 (nomen dubium) - Conus fulgurans Hwass in Bruguière, 1792 (nomen dubium) - Conus fulmineus Gmelin, 1791 (nomen dubium) - Conus fulvus Schröter, 1803 (nomen dubium) - Conus gigas Fischer von Waldheim, 1807 (nomen dubium) - Conus guienensis Schröter, 1803 (nomen nudum) - Conus japonicus Hwass in Bruguière, 1792 (nomen dubium) - Conus lacteus Reeve, 1844 (nomen dubium) - Conus laevigatus Link, 1807 (nomen dubium) - Conus lamellosus Hwass in Bruguière, 1792 (nomen dubium) - Conus lar Lichtenstein, 1794 (nomen dubium) | - Conus leaeneus Link, 1807 (nomen dubium) - Conus lemur Lichtenstein, 1794 (nomen dubium) - Conus marmoratus Schröter, 1803 (nomen dubium) - Conus maurus King, 1826 (nomen dubium) - Conus melancholicus Lamarck, 1810 (nomen dubium) - Conus minimus Hwass in Bruguière, 1792 (nomen dubium) - Conus niveus Gmelin, 1791 (nomen dubium) - Conus oculatus Gmelin, 1791 (nomen dubium) - Conus olea Schröter, 1803 (nomen dubium) - Conus papillaris G. B. Sowerby II, 1833 (nomen dubium) - Conus pardalinus Link, 1807 (nomen dubium) - Conus pauperculus Sowerby II, 1834 - Conus phoebeus Jousseaume, 1894 (nomen dubium) - Conus porcellaneus Fischer von Waldheim, 1807 (nomen dubium) - Conus puniceus Schröter, 1803 (nomen dubium) - Conus rubescens Schröter, 1803 (nomen dubium) - Conus sardus Link, 1807 (nomen dubium) - Conus scriptus Deshayes, 1831 (nomen dubium) - Conus strigatus Hwass in Bruguière, 1792 (nomen dubium) - Conus tristis Reeve, 1844 (nomen dubium) - Conus unicolor G. B. Sowerby II, 1833 (nomen dubium) - Conus virgineus Link, 1807 (nomen dubium) - Conus vitifera Perry, 1811 (nomen dubium) - Conus vividus G. B. Sowerby III, 1914 (nomen dubium) |

## Fordítás
- Ez a szócikk részben vagy egészben  a   List of Conus species című angol Wikipédia-szócikk ezen változatának fordításán alapul.  Az eredeti cikk szerkesztőit annak laptörténete sorolja fel. Ez a jelzés csupán a megfogalmazás eredetét és a szerzői jogokat jelzi, nem szolgál a cikkben szereplő információk forrásmegjelöléseként.